# ヤマハ・モーター・レーシング
ヤマハ・モーター・レーシング（英: Yamaha Motor Racing S.r.l.）、ヤマハ・ファクトリー・レーシング（英: Yamaha Factory Racing）は、1999年に設立されたヤマハ発動機のレーシングチーム。ロードレース世界選手権のMotoGPクラスでワークス・チームを運営する。2025年シーズンのエントリー名は「モンスターエナジー・ヤマハMotoGP」
ヤマハ発動機は1961年からロードレース世界選手権に参戦しているが、本項では1999年から現在まで参戦しているワークスチームについて述べる。

## 歴史

### 前史

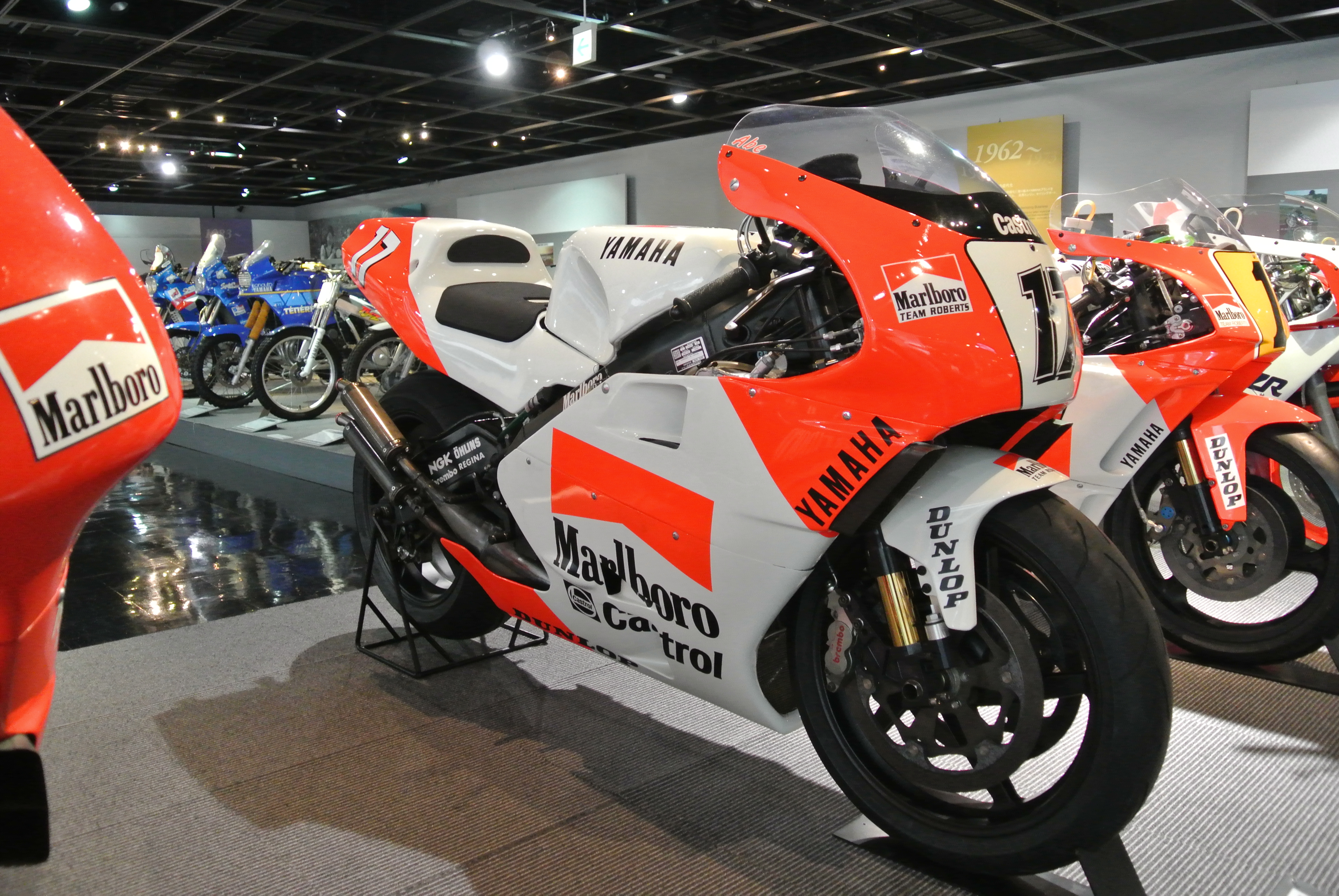
マールボロカラーのYZR500（1995年）

1998年シーズンまで "ヤマハチーム・レイニー" として2年間ワークスサポートを受け500ccクラスに参戦していたウェイン・レイニーが監督業を引退・チームを解散したことに伴い、新たなワークス・チーム運営のために1999年に設立された。当初チームの本拠地はオランダに置かれたが、2002年にイタリアに移転する。

### 2000年代
初年度の1999年から2002年までは、マックス・ビアッジとカルロス・チェカをライダーにシリーズを戦った。当初はYZR500、2002年はYZR-M1を駆ったビアッジは、在籍中に通算9勝を挙げた。
2003年
この年から、ビアッジに代わりマルコ・メランドリとアレッシャンドレ・バロスが加入。チェカのチームメイトとなる。しかしながらこの年、ヤマハチームはドゥーハンとNSRが完全にシーズンを制圧しシーズン12勝を挙げた97年以来となるGP最高峰クラス未勝利で終わり、表彰台もバロスがウェットコンディションのフランス・ルマンで得た3位表彰台1回のみとなった。マシン開発では、開幕戦の鈴鹿でリアサス2本タイプで排気管がセンターアップタイプという一風変わったプロトタイプのYZR-M1がテスト参戦（阿部典史がライディング）するなど、迷走と言っても良い内容となった。その主な理由は、エンジンの出力特性があまりにもピークパワー重視型になってしまったことによると考えられる。その証拠にバロスの開幕戦鈴鹿の予選での転倒やチェカのシーズン中の再三の転倒、そしてシーズン最終戦のバレンシア戦の終了後にジャーナリストや元GPライダーを招いて行われるインプレッション走行で、80年代の名GPライダーであるランディ・マモラがYZR-M1での走行後にチェカに対して語った「俺はお前を尊敬するぜ！あんなに乗りにくいバイクで一年間レースを走ったんだろ。俺はあんなのは初めてだ、コーナー立ち上がりでアクセルを開けたら、まるで尻尾を踏まれた猫みたいにいきなりギャン！ってなるんだからな。」というコメントをしたと言われており、安心してアクセルを開けられないバイクとなっていたようだ。
2004年
バロスに代わりバレンティーノ・ロッシが加入すると、シーズン9勝を挙げMotoGPクラス初チャンピオンをチームにもたらす。前年の未勝利から一転した結果が得られた理由は、エンジン特性が低回転域からマイルドに吹け上がり、なおかつトラクション(駆動力)性能の良いエンジンになり、ピークパワーはあえて向上させず、マシンがコーナリング中で傾いた状態からでもアクセルを開けやすい性格になったことや4バルブエンジンへの回帰があげられる。ヤマハ本社の上層部の意向ではより一層ピークパワーを上げる選択肢もあったが、新加入のロッシがピークパワーての不利を承知の上で敢えてこう言ったエンジン特性のマシンを望んだことなどがヤマハハンドリングとも言えるコーナリングからのなめらかで素早い加速につながるマシン作りへと結実し、それが前述の結果に表れたと言える。この年以降、ヤマハは「ライダーフレンドリーなマシン開発」をテーマとして安定した成績を残すようになった。マシン開発の上では重要なターニングポイントとも言える一年になった。
2005年
この年、ロッシのチームメイトにコーリン・エドワーズが加入。この年もロッシはシーズン11勝という圧倒的な強さでチャンピオンシップを連覇する。昨年ロッシ加入と共に見直されたマシン開発の方向性から、さらなる改良でピークパワーを上乗せしつつ車体特性の最適化がなされ、そのためにリアサスの応力を受けるピボットをエンジン後部のギアボックスに設置するなどの改良が施され、ピークパワーが上がり過激になったエンジン特性を電子制御スロットルなども導入してコントロール性とピークパワー向上の両立がはかられた結果がロッシの11勝での圧倒的なタイトル獲得につながった。さらにコンストラクタータイトルも獲得。浅間火山レース参戦に始まったヤマハモータースポーツ50周年を記念する素晴らしい成績で2005年を締めくくった。
2006年
昨年から続いて両ライダーともチームに残留する。メインスポンサー変更にともなってカラーリングが青ベースから黄色ベースに変更。マシンはさらに進化したものの、シーズン序盤はフロントタイヤ周りの微振動(チャタリング) によるハンドリングのトラブルや開幕戦ではホンダのサテライトチームライダーのトニ・エリアスに追突されてロッシが転倒するなどの不運にも見舞われた。そんな中ホンダのニッキー・ヘイデンに大幅なポイントリードを許し、全ライダー中シーズン最多勝の5勝を挙げながらシリーズ2位でシーズンを終えた。最終戦のバレンシアではロッシにしては珍しく自身のミスによる決勝レース中の転倒で一度は逆転したポイントを再逆転されタイトルを失った。
2007年
この年もライダーに変更はなく、新しい800cc仕様のYZR-M1でシーズンを戦った。ロッシはシーズン4勝・シリーズ3位に終わった。シーズンは、ドゥカティに移籍したケーシーストーナーが圧倒的な強さを見せ、シーズン7勝を挙げ初のタイトルを獲得。YZR-M1はピークパワーがドゥカティのデスモセディチGP7に対して大幅に劣っており、シーズン中のマシン開発で徐々に失地回復がなされるもののロッシの2年連続タイトル逃しにつながってしまう結果となった。これを経てヤマハモータースポーツ内部では再びピークパワー重視（エンジン特性を犠牲にしてでも）の意見が出るが、古沢正生チームリーダーをはじめ、マシン開発責任者の辻幸一氏、ライダーであるロッシの意見などもあり、今後もマシンバランスとハンドリング性能重視でさらなる改良を続けて行くことになったと言われている。
2008年
エドワーズに代わりルーキーのホルヘ・ロレンソが加入したこのシーズン、チームはユニークな体制を取ることになった。ロッシ車がブリヂストンタイヤ、ロレンソ車がミシュランタイヤを履くため、互いのタイヤメーカーの機密保持のため、2人は壁で隔てられた別々のピットを使用することになった。しかしエントリー上は単一の "フィアット・ヤマハ" としてチームタイトルを目指すかたちとなった。ロッシは18戦中9勝、残り9戦のうち7戦で表彰台を獲得する圧倒的な強さでチャンピオンに返り咲く。一方のロレンソもルーキーとは思えないほどの活躍を見せ、第3戦エストリルで早くも初優勝を収めた。
2009年
この年もライダーのラインナップに変更はなかった。MotoGPクラスのタイヤ供給体制がブリヂストンのワンメイクに変わり、チーム分断の必要はなくなったが、前年の体制がうまくいったことから引き続き「壁」を設置することになった。ロッシとロレンソは激しいタイトル争いを展開したが、最終的にはロッシが競り勝って2年連続チャンピオンを獲得、ロレンソはシリーズ2位となった。

### 2010年代

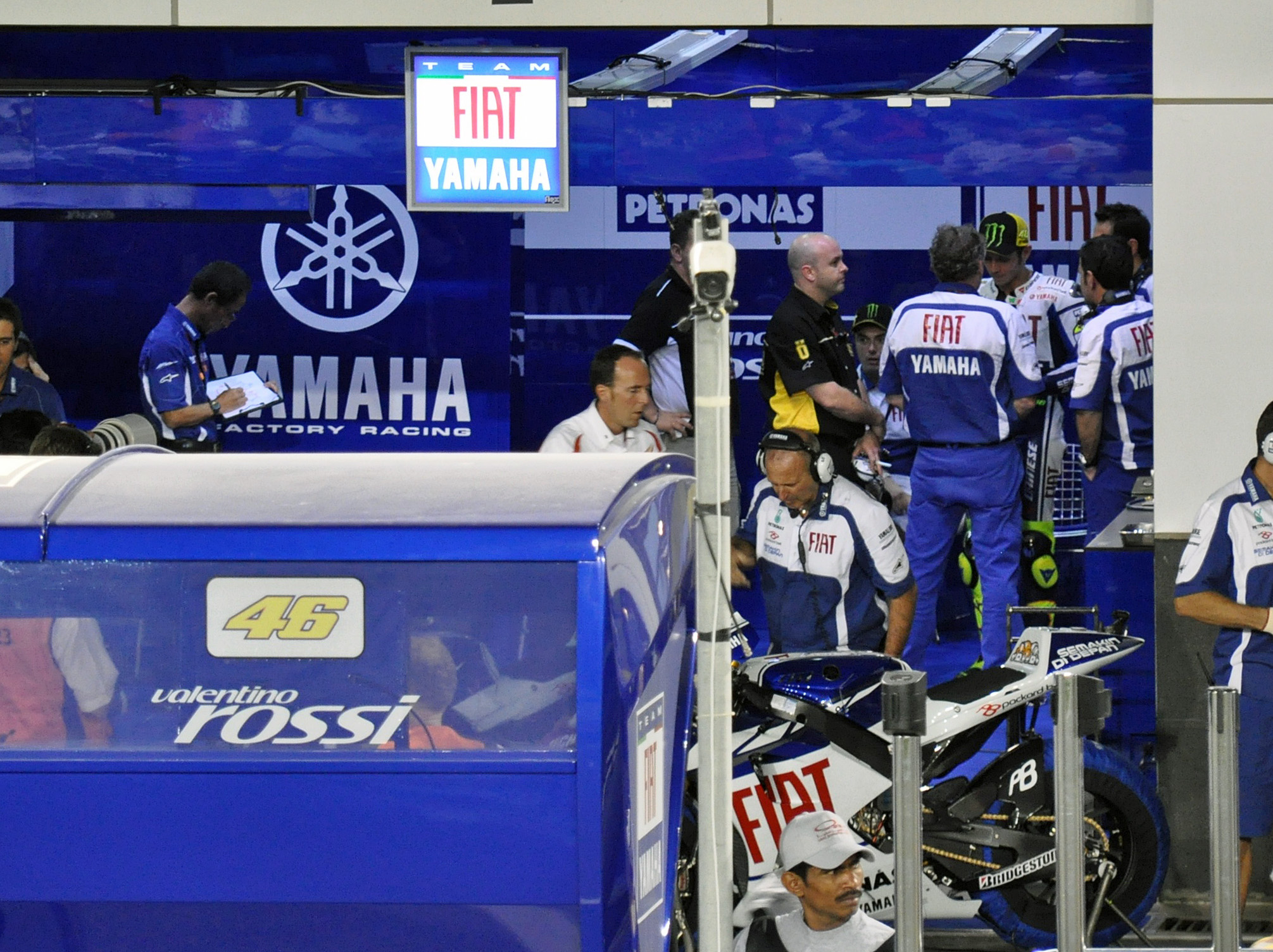
2010年 カタールGPでのガレージ

2010年
ロッシ・ロレンソの体制を維持して臨んだ2010年シーズン。ロレンソが18戦中9勝を遂げ、圧倒的な強さで初のチャンピオンを獲得、チームとコンストラクター部門合わせての3冠タイトル3連覇を達成した。ロッシは第4戦イタリアGPで脛骨開放骨折の重傷を負い4レースを欠場、復帰後も開幕前に負った肩の怪我に苦しみ、シーズン2勝でシリーズ3位に留まった。ロッシの欠場中、第7戦カタルニアGPにのみ開発ライダーの吉川和多留が代役参戦した。
2011年
7年間在籍したロッシがドゥカティワークスに移り、後釜としてベン・スピーズがチームに加入する。ロレンソは3勝を挙げたがシリーズ2位にとどまり、スピーズは第7戦オランダGPで初優勝しシリーズ5位となった。なおシーズン終盤にケガをしたロレンソの代役として中須賀克行が第17・18戦に参戦し第18戦バレンシアGPで6位入賞した。
2012年
昨シーズンからロレンソ、スピーズのコンビを継続。このシーズンロレンソはシーズン5勝と優勝回数こそホンダのペドロサに劣るも（ポールポジション4回、リタイヤ2回はペドロサと同数）それ以外は全て2位という安定してポイントを稼ぎ王者奪還に成功した。（ちなみにペドロサは優勝以外は2位、3位4回、4位1回だった。）一方スピーズは前年から一転最高が4位2回、未勝利という苦しいシーズンとなりランキング10位に終わった。なお最終戦バレンシアGPではスピーズに代わり前年と同じく中須賀が参戦、予選16番手から2位表彰台を獲得した。
2013年
移籍したスピーズに代わり3年ぶりにロッシが復帰、ロレンソとコンビを組んだ。開幕戦カタールGPではロレンソ、ロッシが1-2フィニッシュを決める。ロッシはこの2位入賞で表彰台獲得回数177とし史上最多記録を更新した。ロレンソは鎖骨骨折など負傷に悩まされるものの年間最多の8勝を挙げランキング2位、ロッシはオランダGPの1勝のみであったが上位入賞を続けランキング4位となった。
2014年
タイトルスポンサーにモビスターが付き、チーム名称をモビスター・ヤマハ・モトGPに変更した。ファクトリークラスを選択したため燃料容量や年間のエンジン基数など様々な制限を受ける事となったが、オープンクラスに対しては優位性を保ち続けた。前年と同じロッシとロレンソのコンビで臨み、ロッシとロレンソがそれぞれ2勝ずつのシーズン4勝を挙げ年間ランキングはロッシが2位、ロレンソが3位となった。
2015年
前年と同様の体制での参戦。昨年マシンの弱点であったプレーキング等に改善が図られライバルホンダの不調も有りシリーズを優位に進め、ロッシとロレンソが最終戦までタイトルを争う事となる。結果ロレンソが7勝を挙げチャンピオンを獲得、ロッシは15回の表彰台を含む4勝でランキング2位となり、通算5回目となるチーム、ライダー、コンストラクターのMotoGP3冠に輝いた。
2016年
シーズンも同じ体制で参戦。両者とも序盤は好調だったが、中盤からは優勝者が乱立するほどの混戦に巻き込まれ、ロッシは序盤の2勝にとどまったがランキングは2位。ロレンソはランキング3位だったが最終戦の勝利を含む4勝を挙げ、ホンダの3冠を阻止する形でチームタイトルを獲得した。
2017年
2017年シーズンはロレンソがドゥカティに移籍、スズキからビニャーレスが加入する。ビニャーレスが3勝を挙げランキング3位、ロッシはオランダGPでの1勝に留まりランキング6位、チームタイトルも届かず2位に終わった。
2018年
2018年シーズンは同じ体制での参戦、勝ちきれないレースが続いたがロッシが未勝利ながらランキング3位、ビニャーレスはオーストラリアGPでこの年唯一の勝利を挙げるもランキング4位、チームランキングも3位に終わった。
2019年
2019年シーズンは同じ体制での参戦、タイトルスポンサーがモビスターからモンスターエナジーに変わり、チーム名もモンスターエナジー・ヤマハ・モトGPとなった。ビニャーレスが2勝を挙げるもランキング3位、ロッシは序盤戦こそ2戦連続の2位表彰台があったが未勝利のランキング7位に終わった。チームランキングでは3位だったがマニュファクチャーランキングはサテライトチームSRTの活躍もありヤマハは2位となった。

### 2020年代
2020年
このシーズンも昨年と同じ体制で参戦。コロナ禍により変則的で短縮されたシーズンとなった。両者とも序盤は好調だったが王者マルケスが実質開幕戦のスペインGPで転倒しシーズン全戦欠場となった事を生かせず、ビニャーレスがエミリア・ロマーニャ＆リビエラ・ディ・リミニGPで1勝したのみでランキング6位、ロッシはコロナウイルス検査で陽性となりレース欠場も有り未勝利でランキング15位となった。チームランキングは6位となり、サテライトチームのSRTが6勝を挙げチームランキング2位と好成績を収めたのとは対照的な結果となった。
2021年
ビニャーレスが2年契約を結び残留、長年在籍していたロッシがSRTに移籍し、クアルタラロが入れ替わりでSRTから加入。クアルタラロは5勝を挙げフランス人として初の最高峰クラスチャンピオンを獲得した。ビニャーレスは開幕戦勝利の後不調に陥りドイツGPでは完走最下位となり、2021年限りで翌年の契約を破棄してチームを去ることを表明。スティリアGPではスタート前にエンジンが始動せずまたしても完走最下位となり、エンジンに不要な負荷を課す行為を行ったとしてチームによる出場停止処分を受けた。その後シーズン途中にアプリリアへの移籍を発表しヤマハは契約を解消した。空いた席にはSRTからモルビデリが移籍したが負傷のため参戦は終盤の4戦のみ、テストライダーのクラッチローも2戦出場した。チームとマニュファクチャーのランキングは共に2位となった。長年チームに貢献したロッシはこの年限りで引退した。
2022年
このシーズンはチャンピオンのクアルタラロとモルビデリという2021シーズン終盤と同じ体制、クラッチローもテストライダーとして契約延長した。
2023年
昨年と体制を変更せず、クアルタラロとモルビデリの両ドライバーとも残留した。
2024年
モルビデリがプラマック・レーシングへ移籍するため、LCRホンダからアレックス・リンスが交代で加入する。また、25年間マネージングディレクター務めたリン・ジャービスがこの年限りで退任し、後任にスーパーバイク世界選手権におけるマネージングディレクター担当のパオロ・パベシオが就くことが発表された。

## 戦績
| 年     | エントリー名                     | 車両           | タイヤ | ライダー                                                                                  | ランキング | ポイント | 優勝数 |
| ------ | -------------------------------- | -------------- | ------ | ----------------------------------------------------------------------------------------- | ---------- | -------- | ------ |
| 2015年 | モビスター・ヤマハMotoGP         | ヤマハ・YZR-M1 | B      | バレンティーノ・ロッシ ホルヘ・ロレンソ                                                   | 1位        | 655      | 11     |
| 2016年 | モビスター・ヤマハMotoGP         | ヤマハ・YZR-M1 | M      | バレンティーノ・ロッシ ホルヘ・ロレンソ                                                   | 1位        | 482      | 6      |
| 2017年 | モビスター・ヤマハMotoGP         | ヤマハ・YZR-M1 | M      | マーベリック・ビニャーレス バレンティーノ・ロッシ                                         | 2位        | 438      | 4      |
| 2018年 | モビスター・ヤマハMotoGP         | ヤマハ・YZR-M1 | M      | マーベリック・ビニャーレス バレンティーノ・ロッシ                                         | 3位        | 391      | 1      |
| 2019年 | モンスターエナジー・ヤマハMotoGP | ヤマハ・YZR-M1 | M      | マーベリック・ビニャーレス バレンティーノ・ロッシ                                         | 3位        | 385      | 2      |
| 2020年 | モンスターエナジー・ヤマハMotoGP | ヤマハ・YZR-M1 | M      | マーベリック・ビニャーレス バレンティーノ・ロッシ ギャレット・ガーロフ                    | 6位        | 178      | 1      |
| 2021年 | モンスターエナジー・ヤマハMotoGP | ヤマハ・YZR-M1 | M      | マーベリック・ビニャーレス ファビオ・クアルタラロ フランコ・モルビデリ カル・クラッチロー | 2位        | 380      | 6      |
| 2022年 | モンスターエナジー・ヤマハMotoGP | ヤマハ・YZR-M1 | M      | ファビオ・クアルタラロ フランコ・モルビデリ                                               | 5位        | 290      | 3      |
| 2023年 | モンスターエナジー・ヤマハMotoGP | ヤマハ・YZR-M1 | M      | ファビオ・クアルタラロ フランコ・モルビデリ                                               | 7位        | 274      | 0      |
| 2024年 | モンスターエナジー・ヤマハMotoGP | ヤマハ・YZR-M1 | M      | ファビオ・クアルタラロ アレックス・リンス レミー・ガードナー                              | 8位        | 144      | 0      |

## メインスポンサー
| 年              | メインスポンサー        | その他主要スポンサー                         |
| --------------- | ----------------------- | -------------------------------------------- |
| 1992年 - 1996年 | マールボロ              | ミシュラン・カストロール・オーリンズ         |
| 1997年 - 1998年 | なし                    | ミシュラン・カストロール・日本ガイシ         |
| 1999年 - 2002年 | マールボロ              | ミシュラン・モチュール・D.I.D                |
| 2003年          | フォルトゥナ            | ミシュラン・モチュール・AFAM                 |
| 2004年          | ゴロワーズ/フォルトゥナ | ミシュラン・モチュール・マニエッティ・マレリ |
| 2005年          | ゴロワーズ              | ミシュラン・モチュール・D.I.D                |
| 2006年          | キャメル                | ミシュラン・モチュール・マニエッティ・マレリ |
| 2007年 - 2010年 | フィアット              | ブリヂストン・ペトロナス・ヤマルーブ         |
| 2011年 - 2013年 | なし                    | ブリヂストン・モンスターエナジー・ENEOS      |
| 2014年 - 2018年 | モビスター              | ブリヂストン・モンスターエナジー・ENEOS      |
| 2019年 -        | モンスターエナジー      | ミシュラン・ENEOS・ヤマルーブ                |

## 車両ギャラリー
- YZR500（1992年 - 2001年）

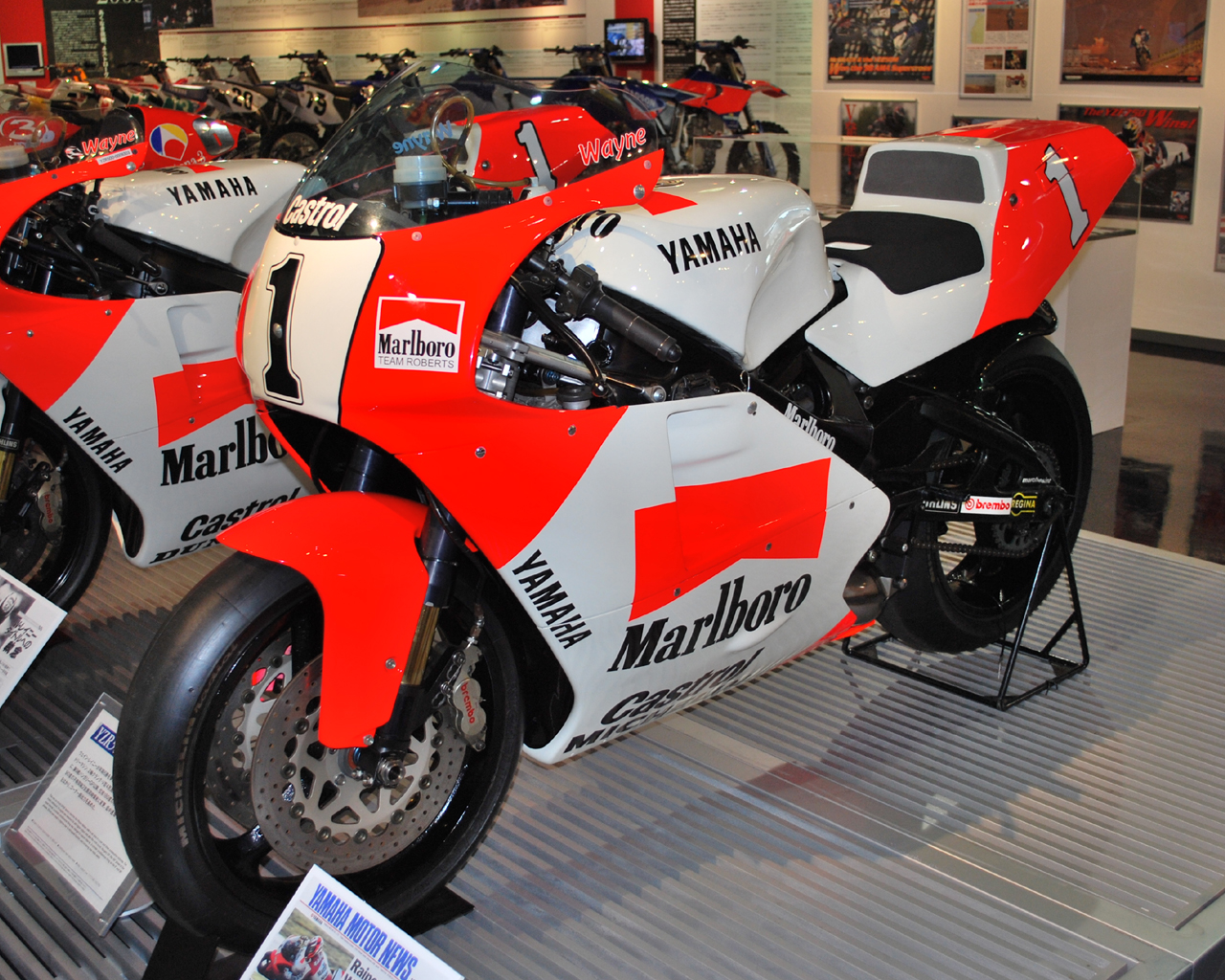
1992年 ウェイン・レイニー
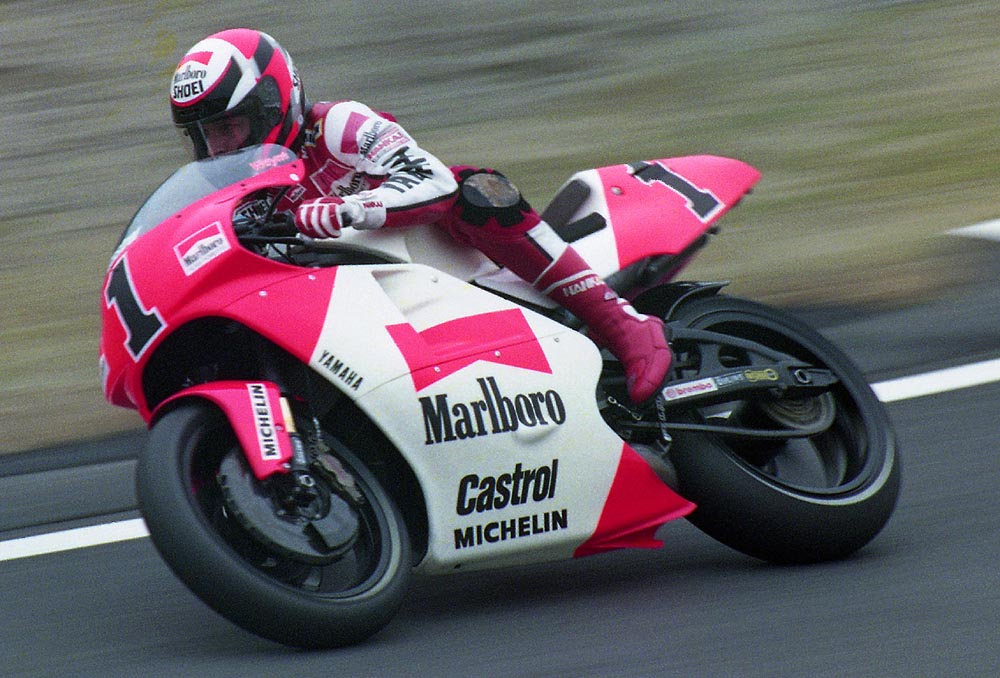
1992年 日本グランプリ特別塗装
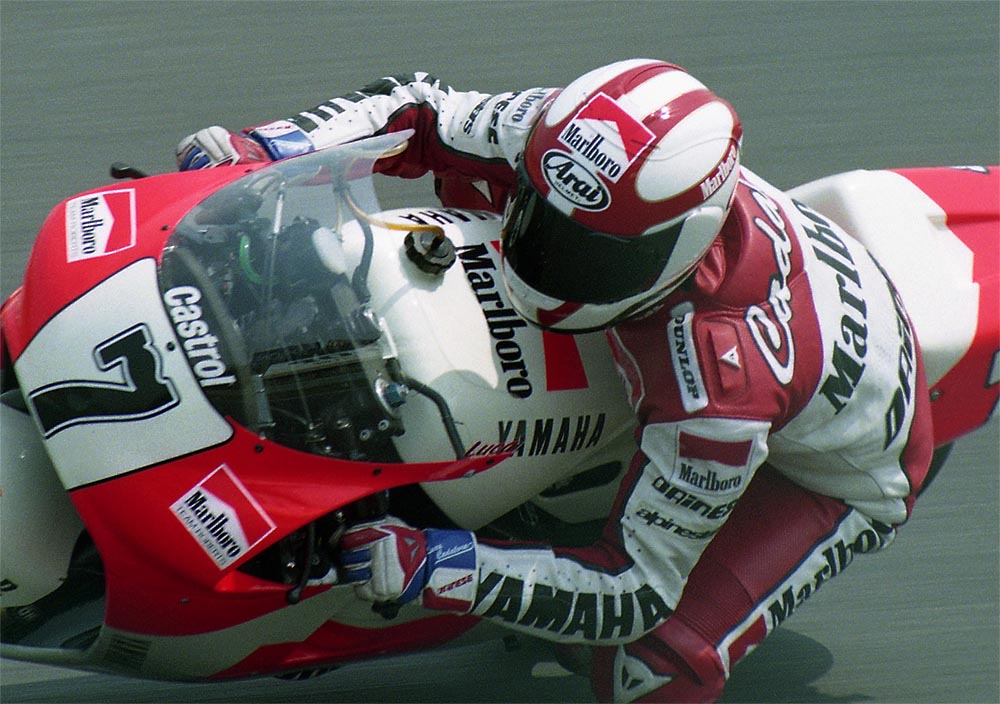
1993年 ルカ・カダローラ
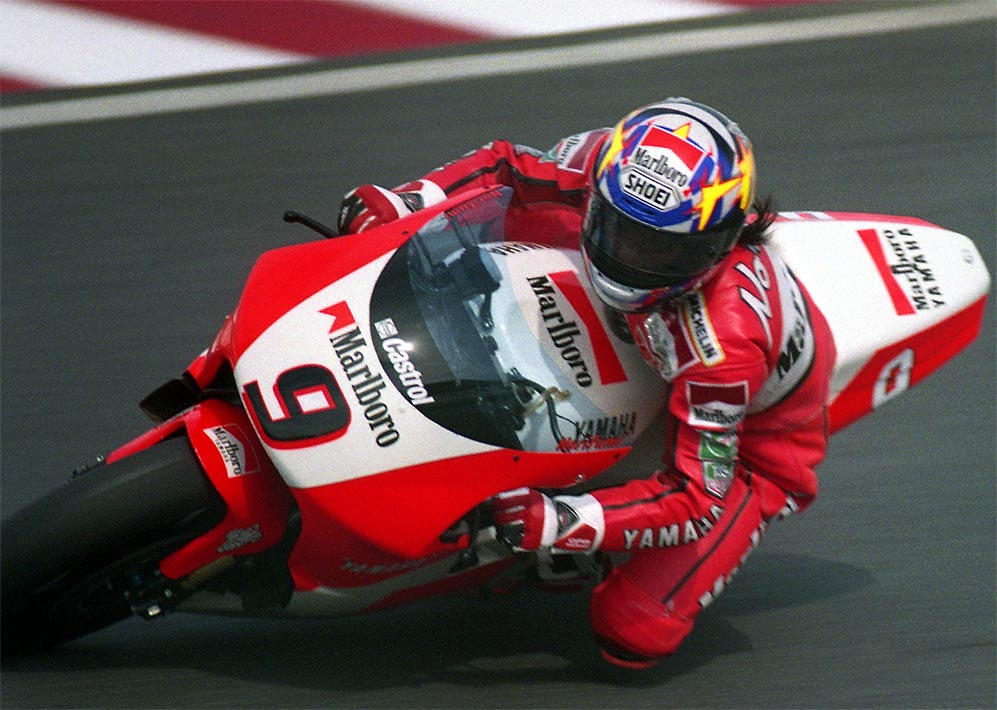
1996年 阿部典史
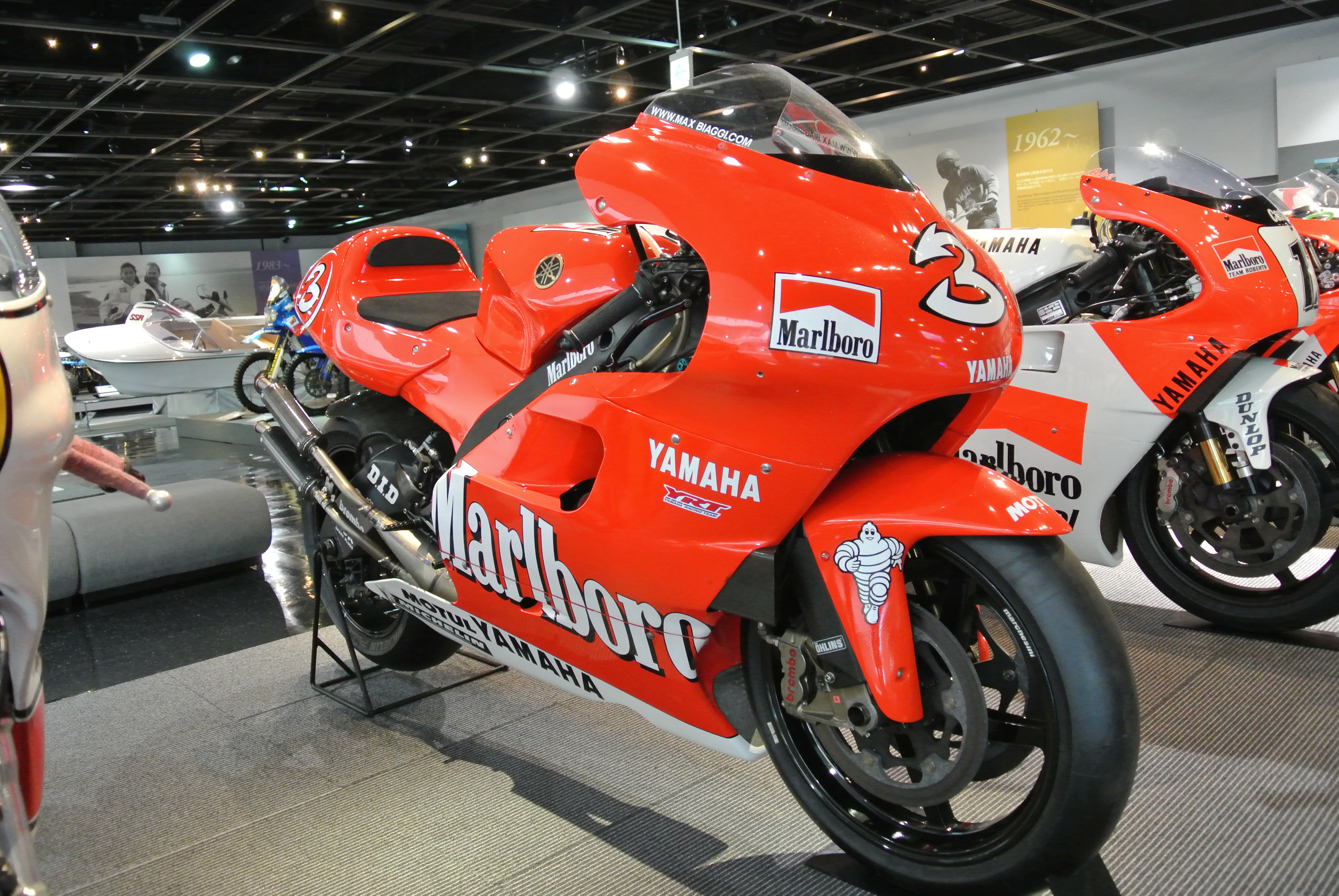
2001年 マックス・ビアッジ

- YZR-M1（2002年 - ）

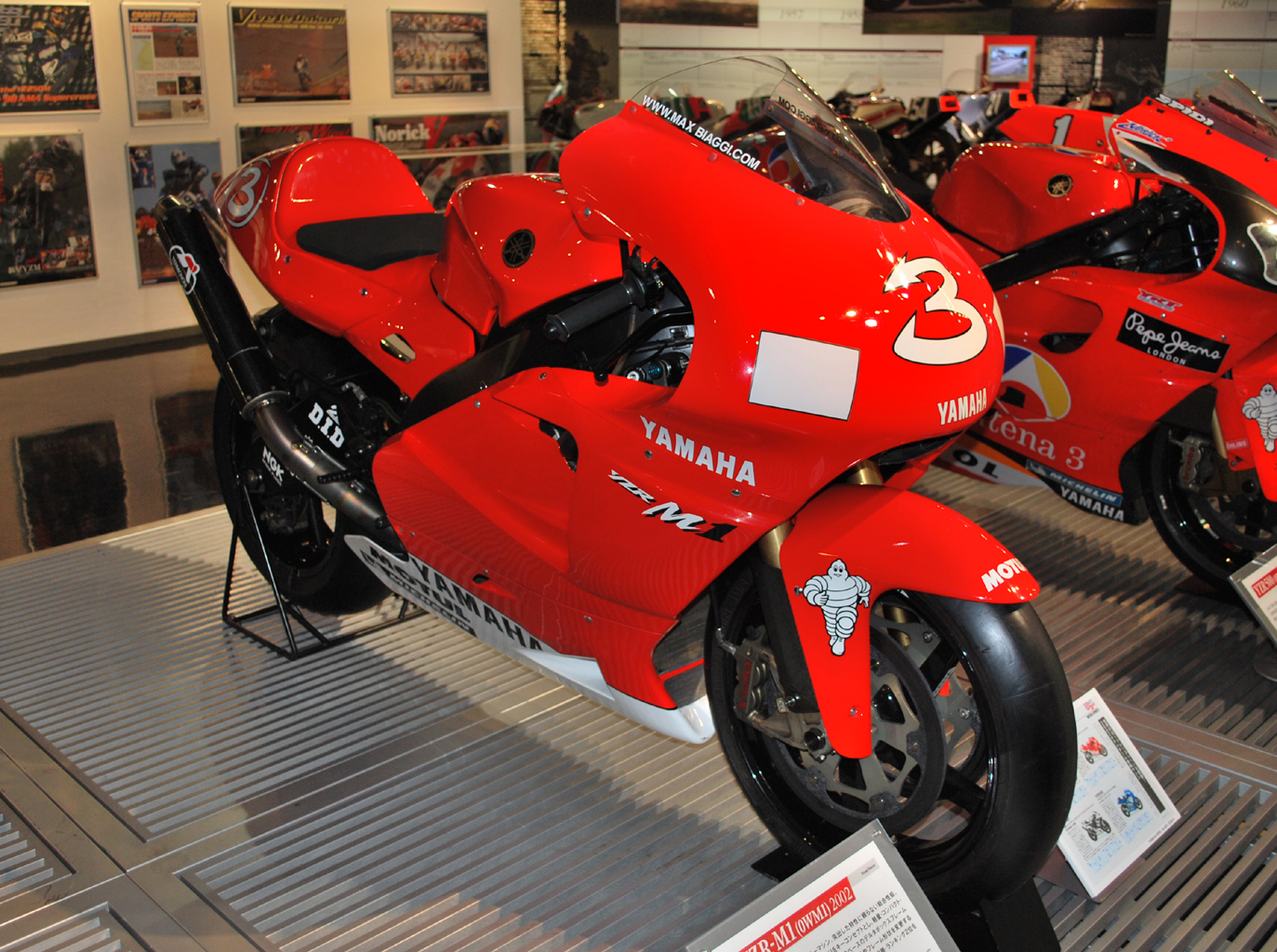
2002年 マックス・ビアッジ
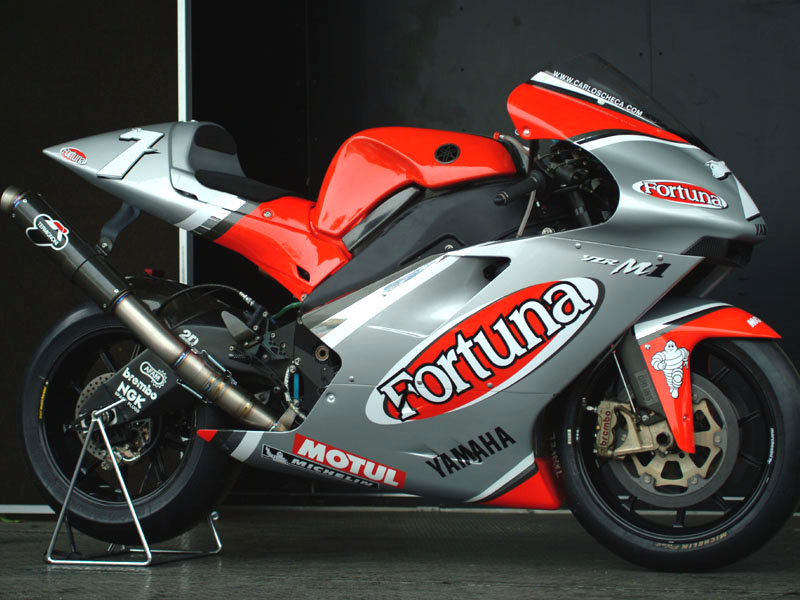
2003年 カルロス・チェカ
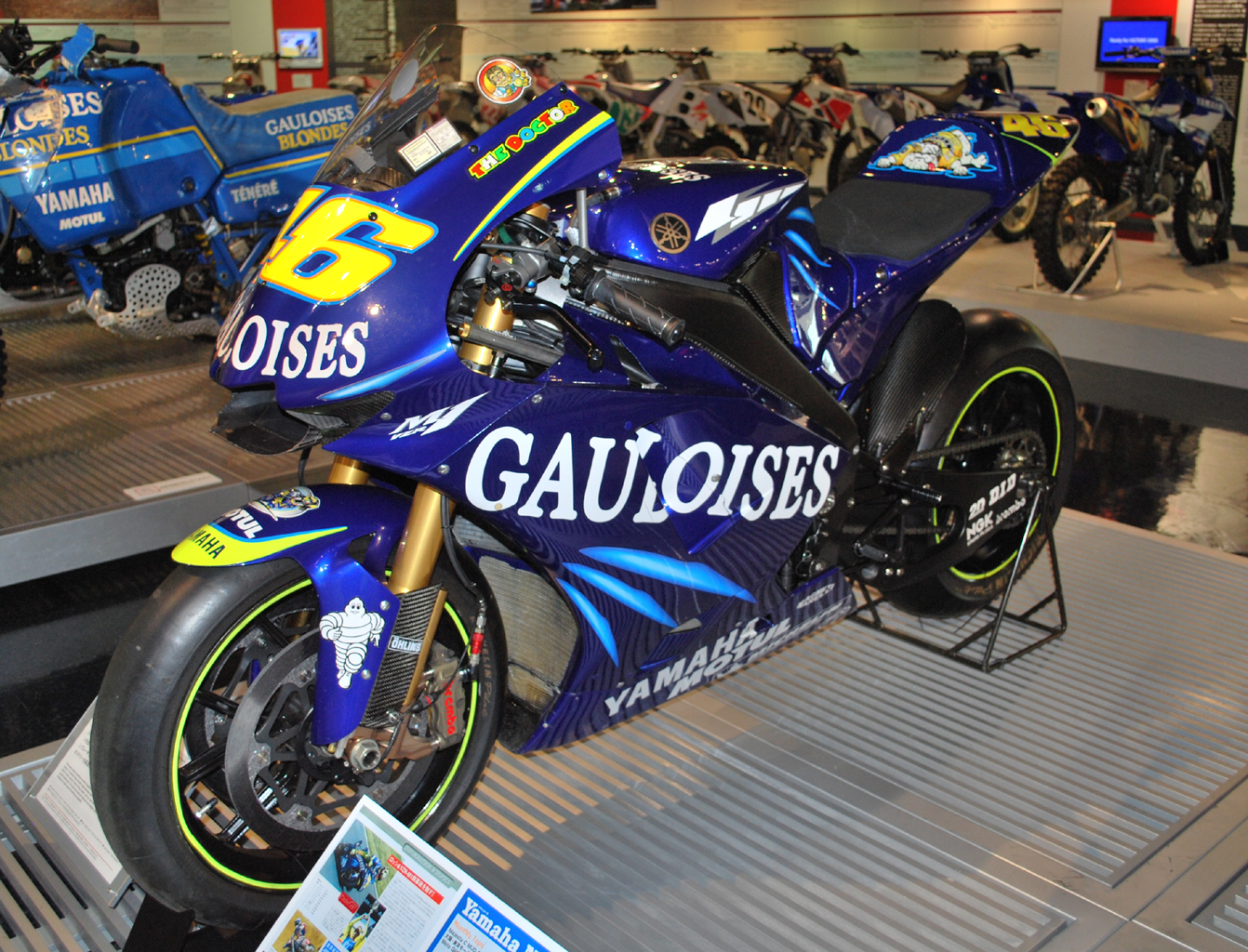
2004年 バレンティーノ・ロッシ
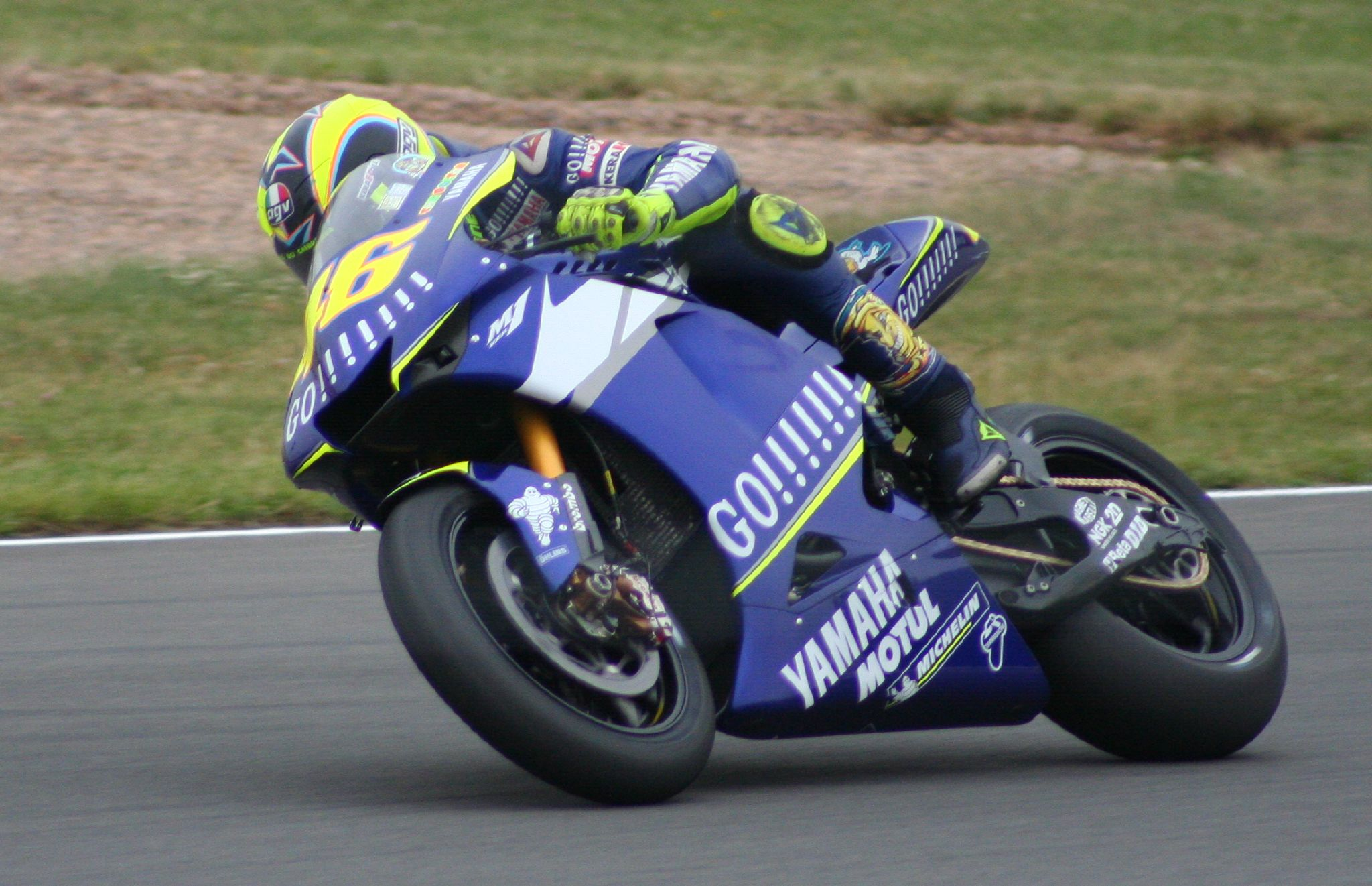
2005年 バレンティーノ・ロッシ
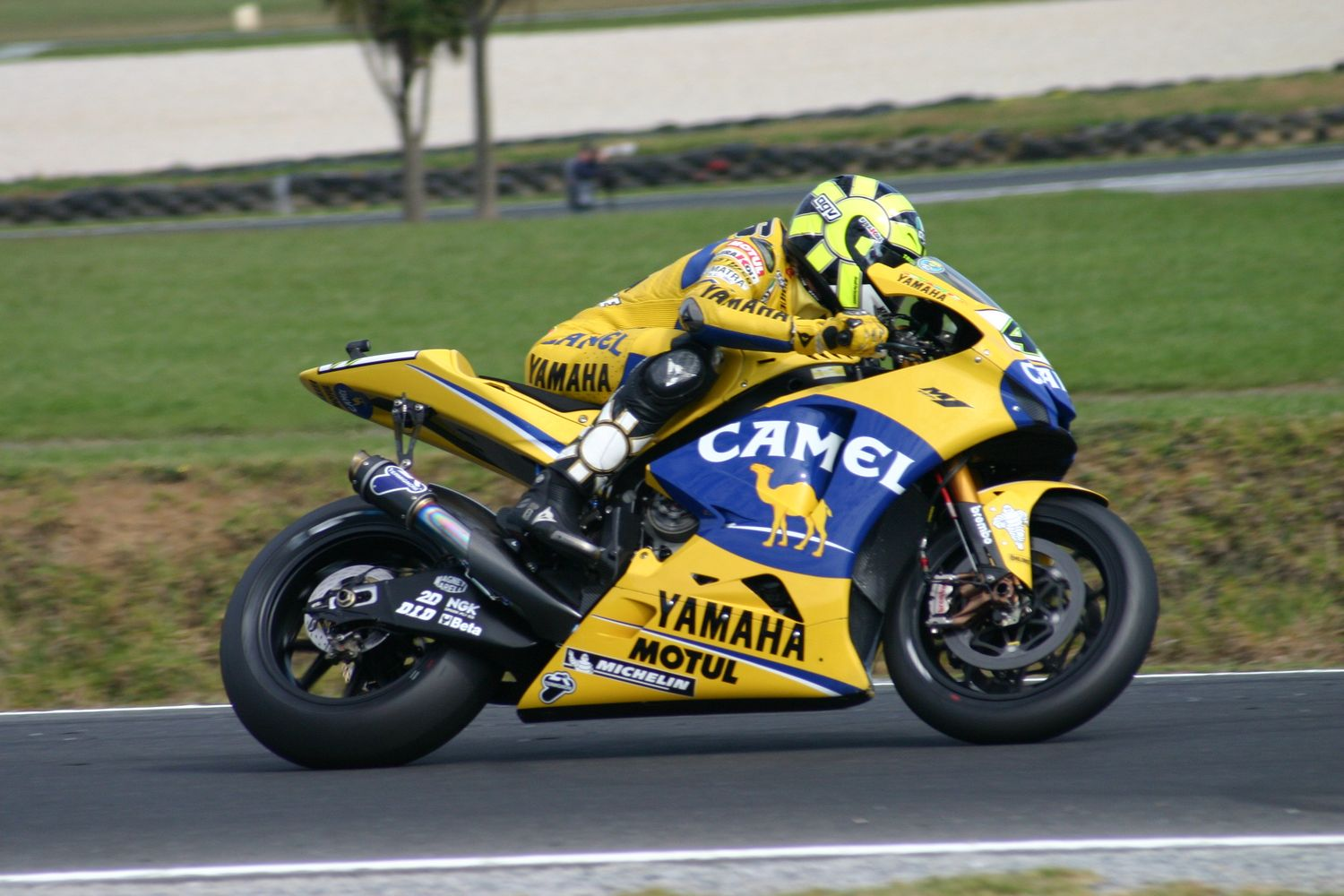
2006年 バレンティーノ・ロッシ
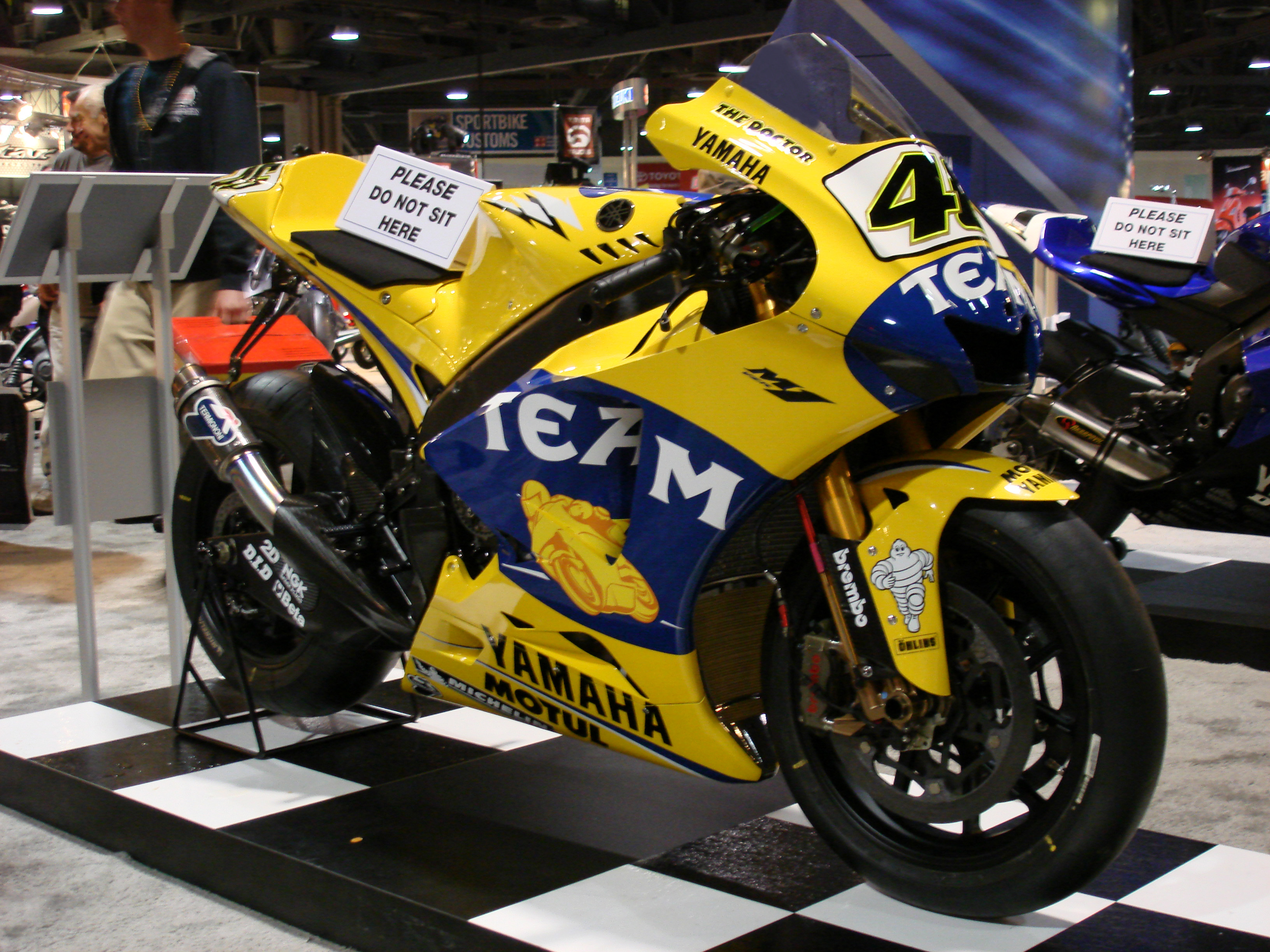
2006年 キャメルの文字が削除
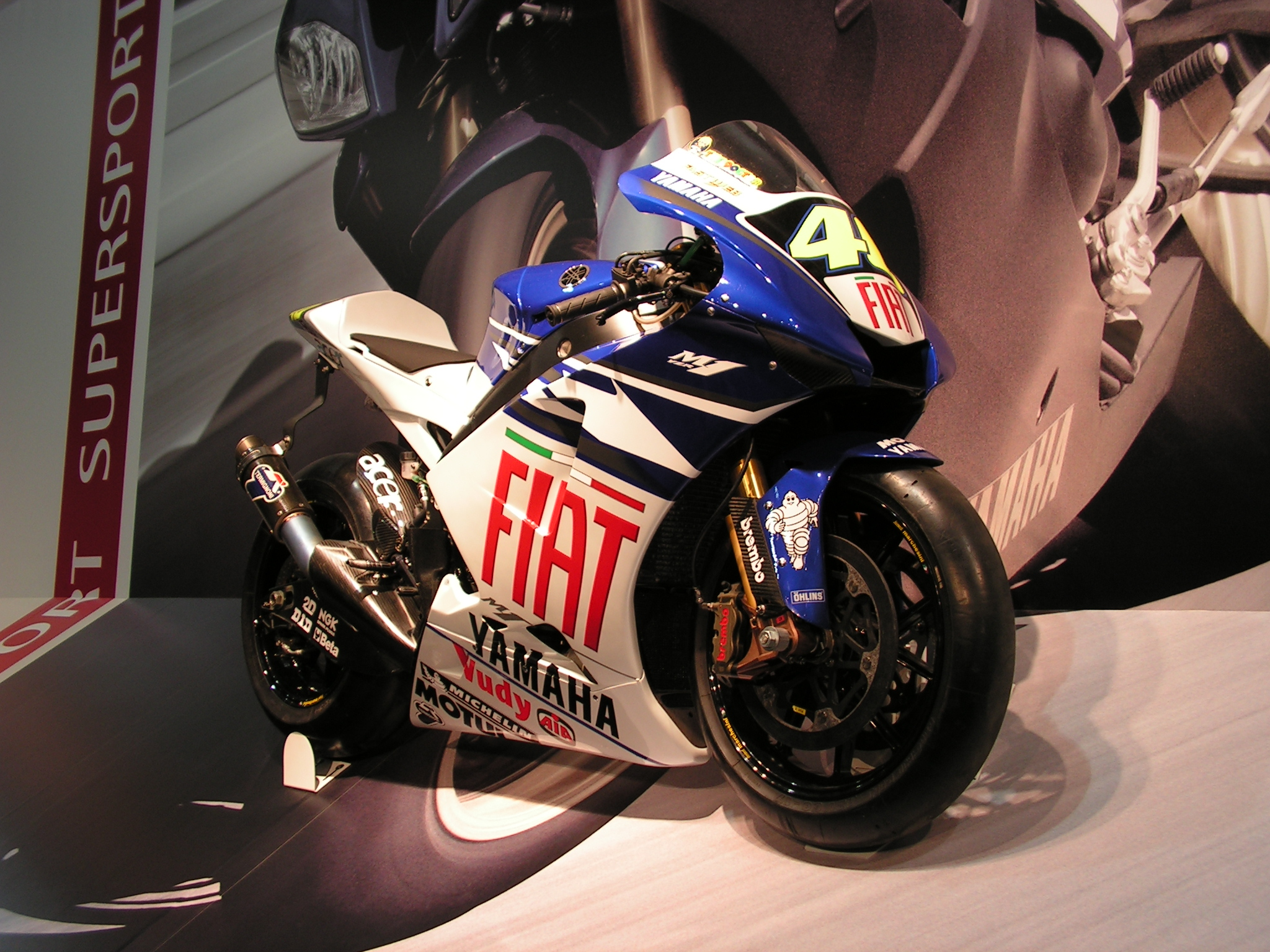
2007年 コーリン・エドワーズ
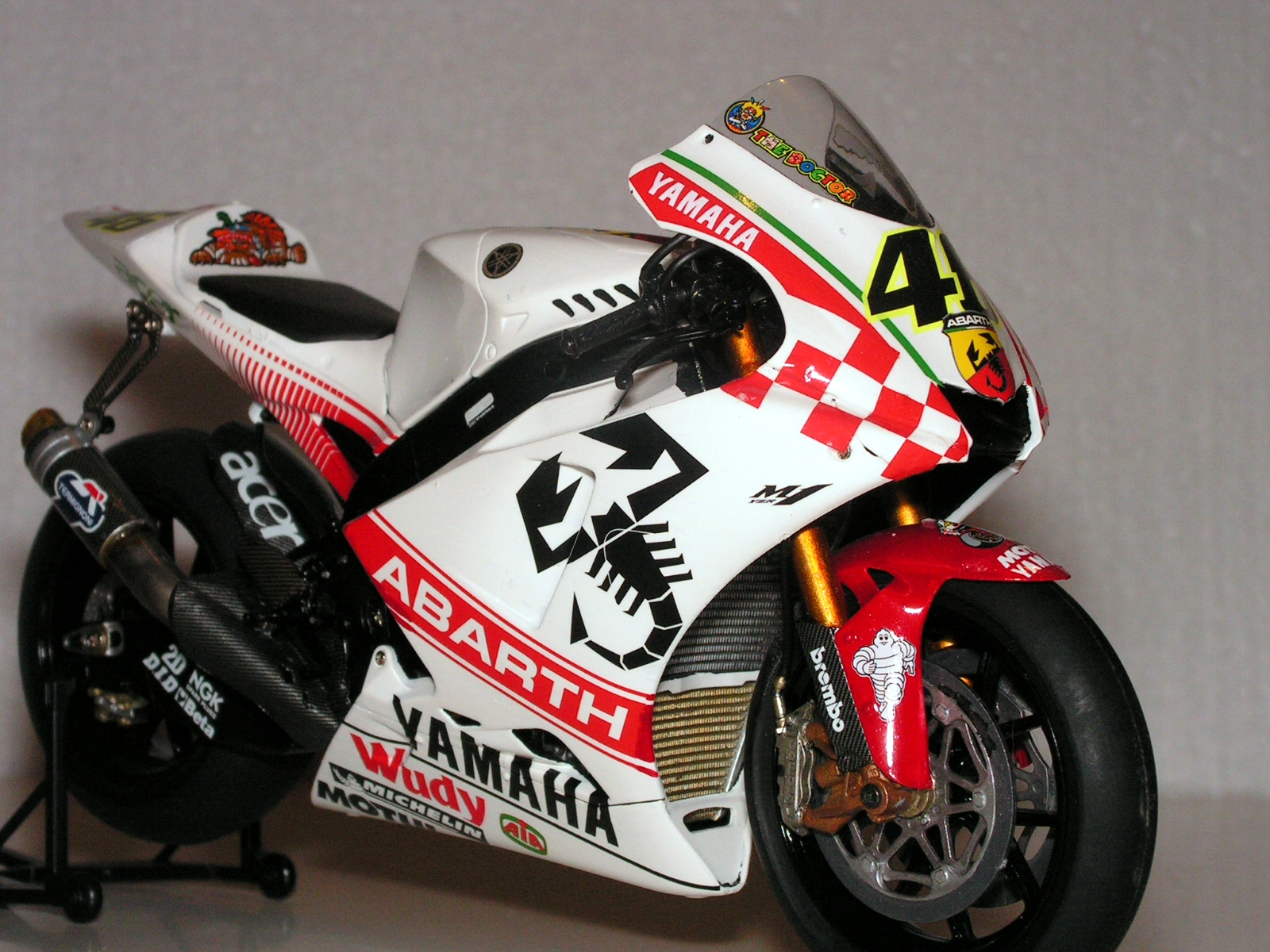
2007年 アバルトの特別塗装
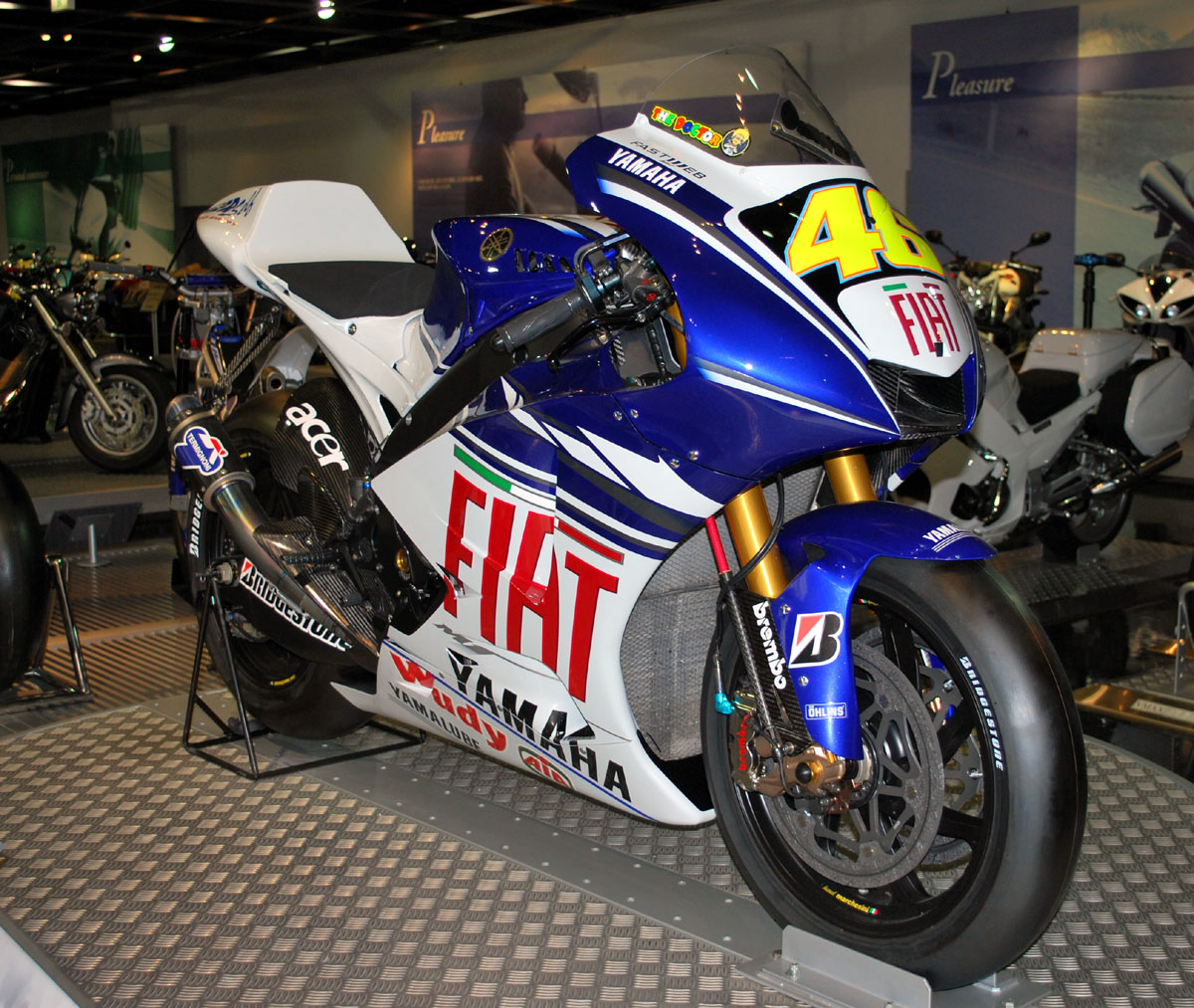
2008年 バレンティーノ・ロッシ
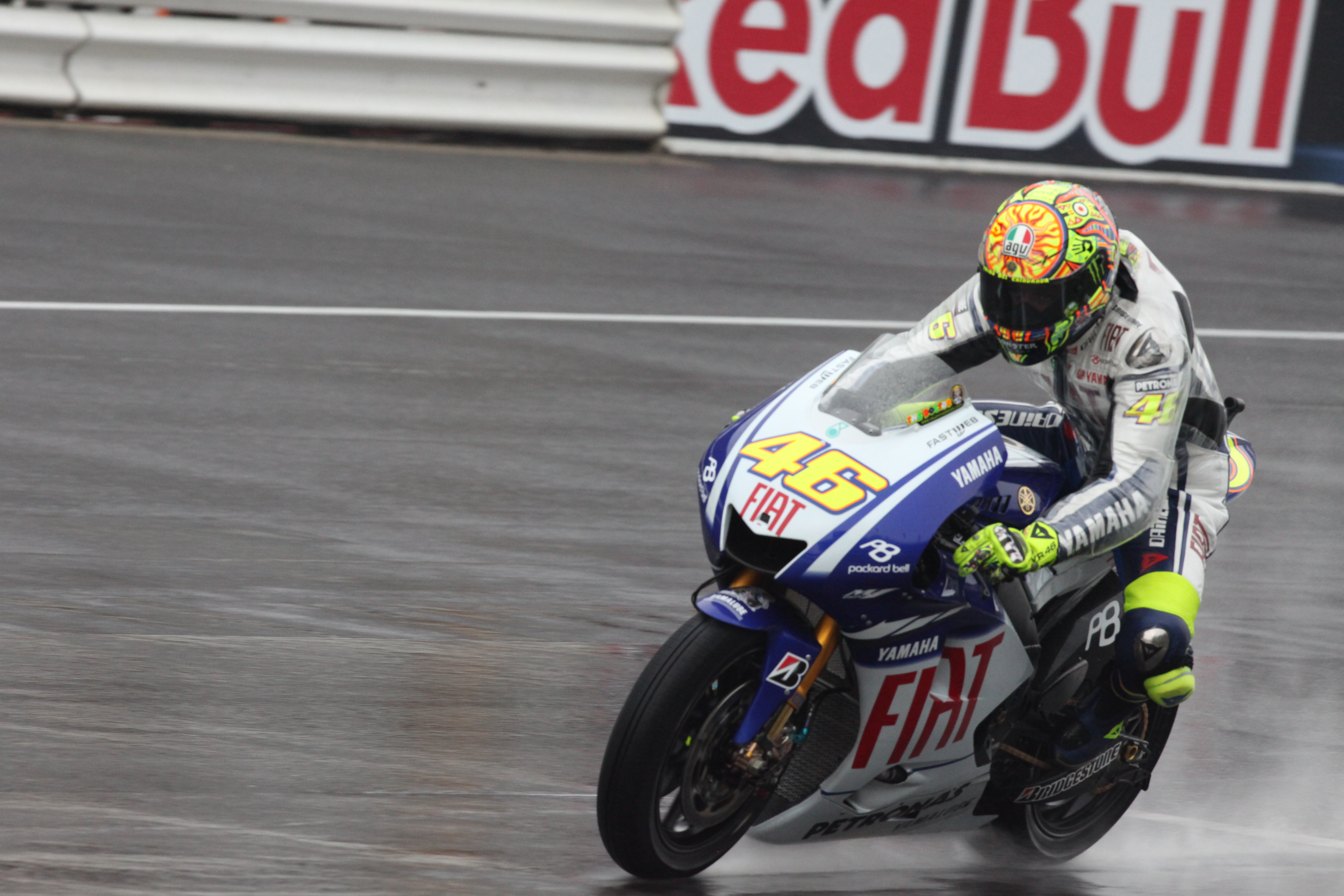
2009年 バレンティーノ・ロッシ
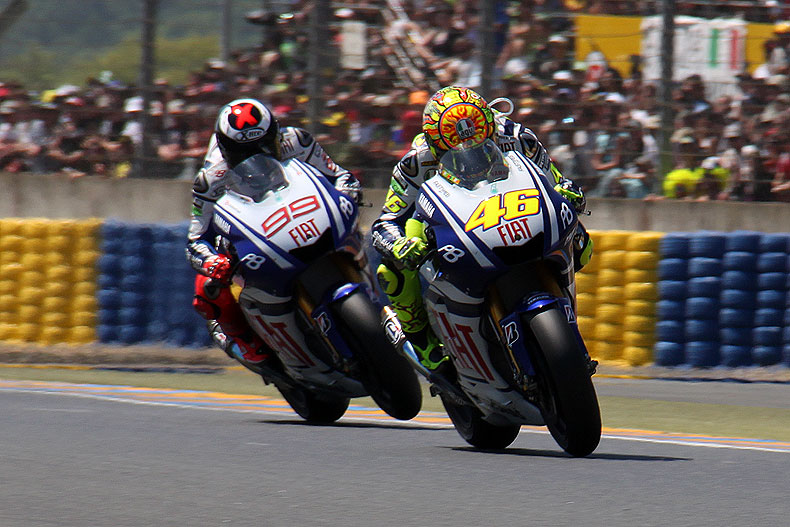
2010年 バレンティーノ・ロッシとホルヘ・ロレンソ
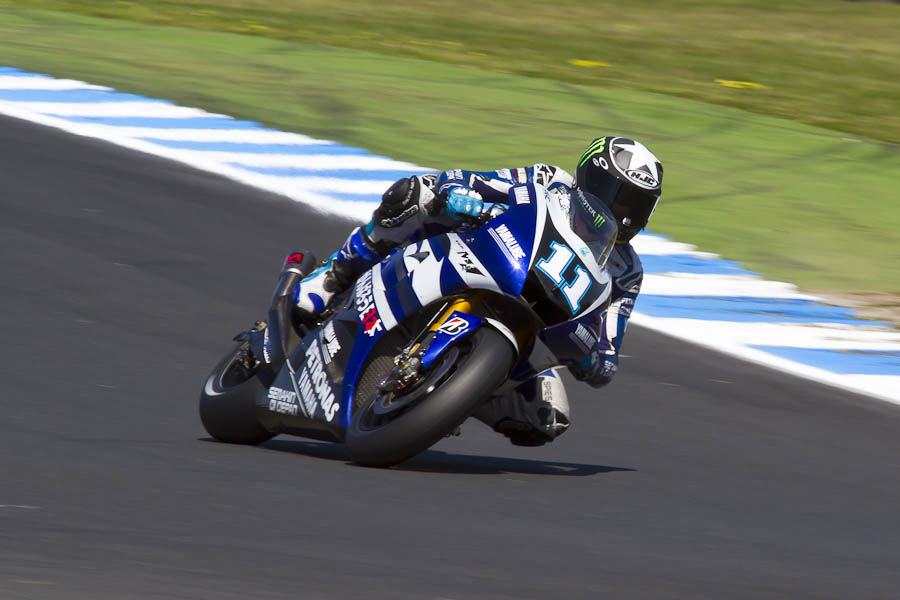
2011年 ベン・スピーズ
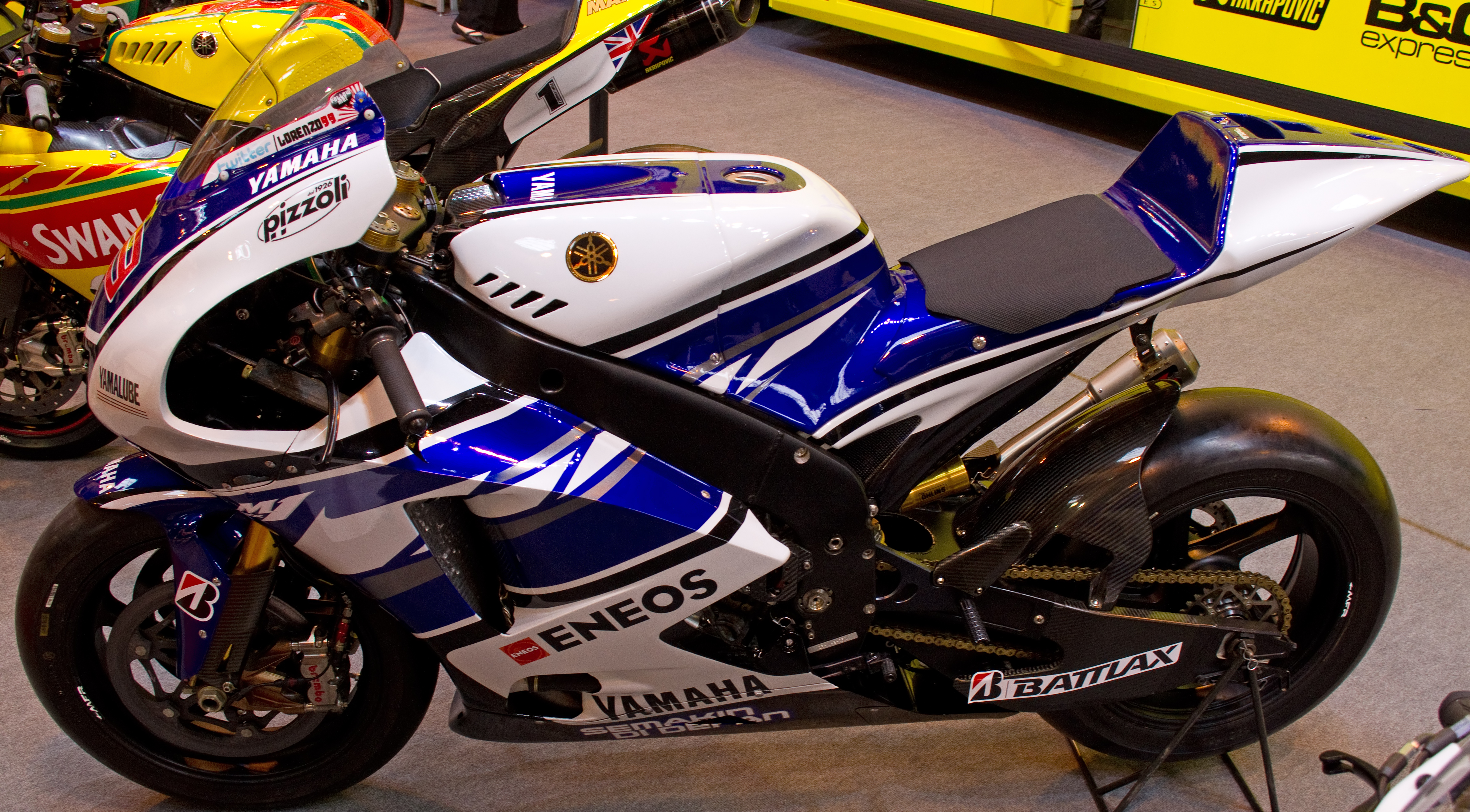
2012年 ホルヘ・ロレンソ
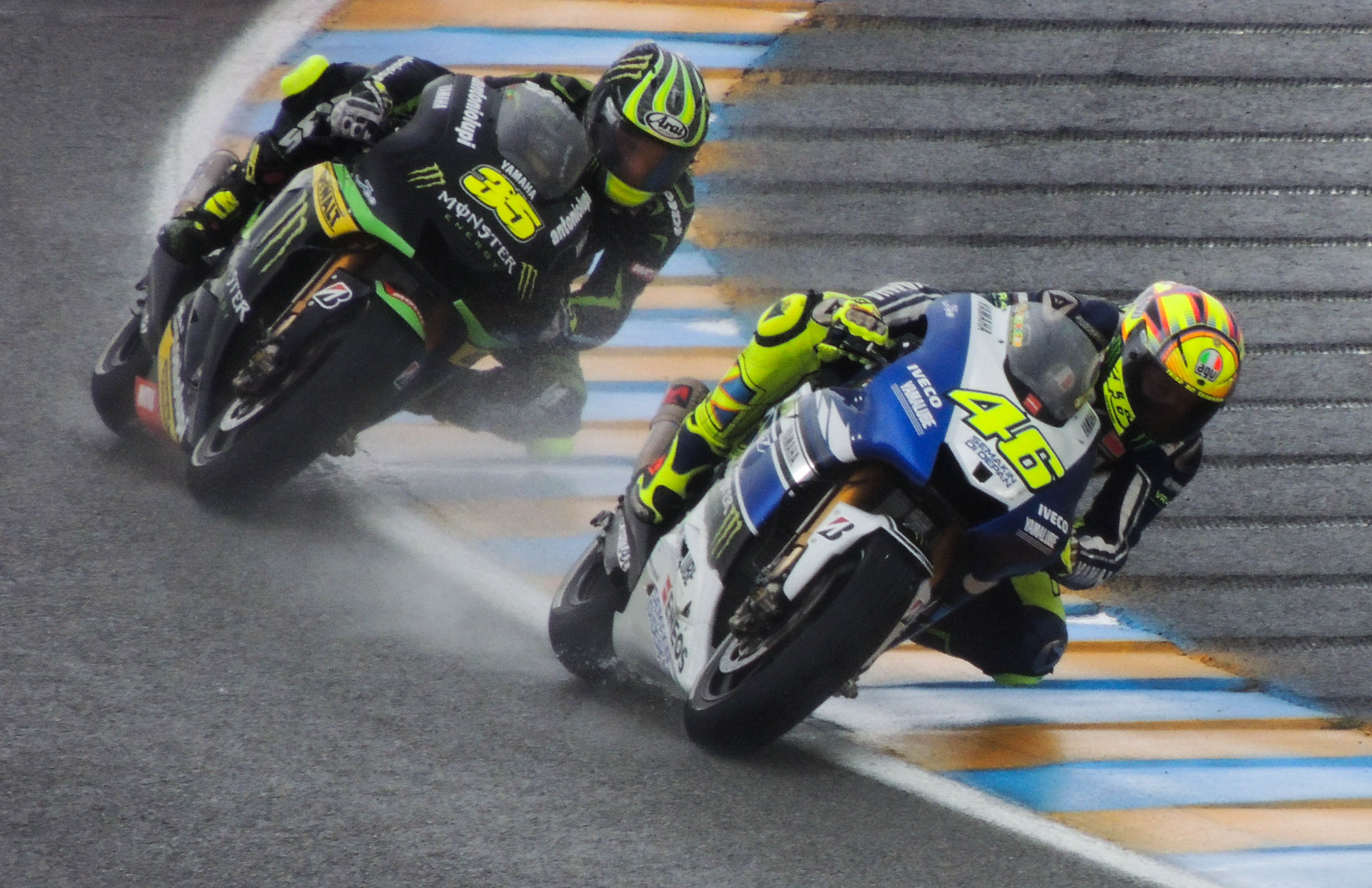
2013年 バレンティーノ・ロッシ
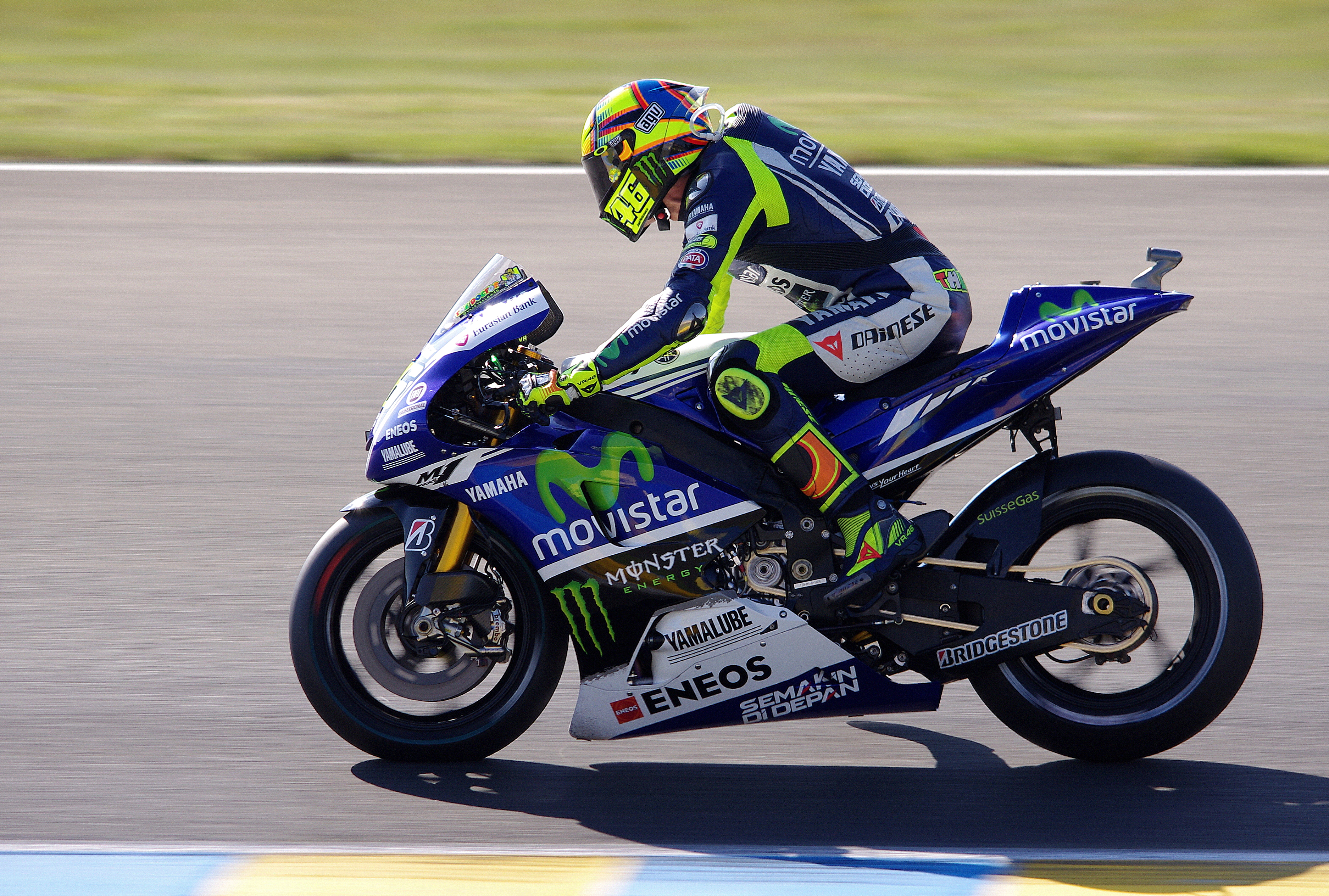
2014年 バレンティーノ・ロッシ
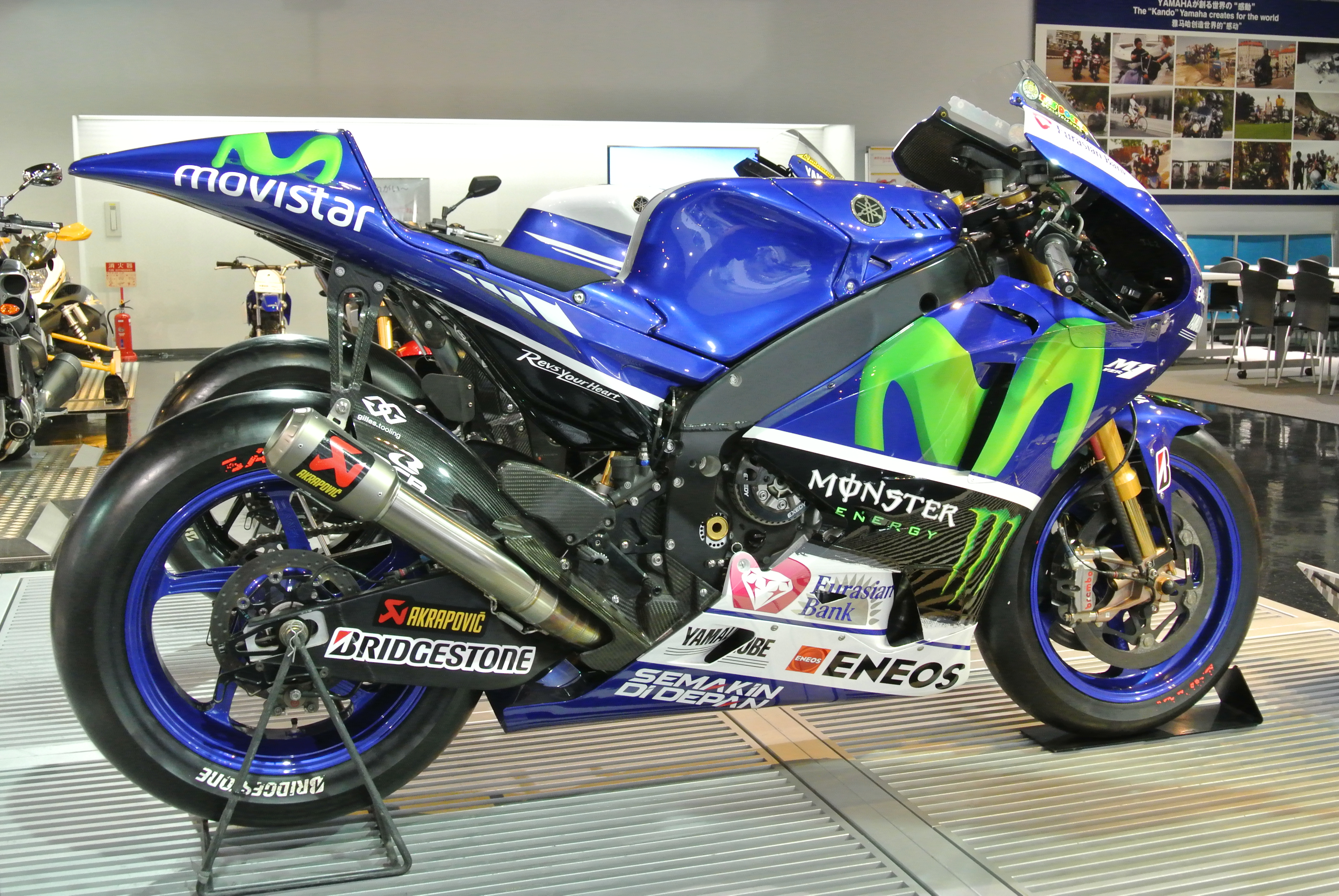
2015年 バレンティーノ・ロッシ
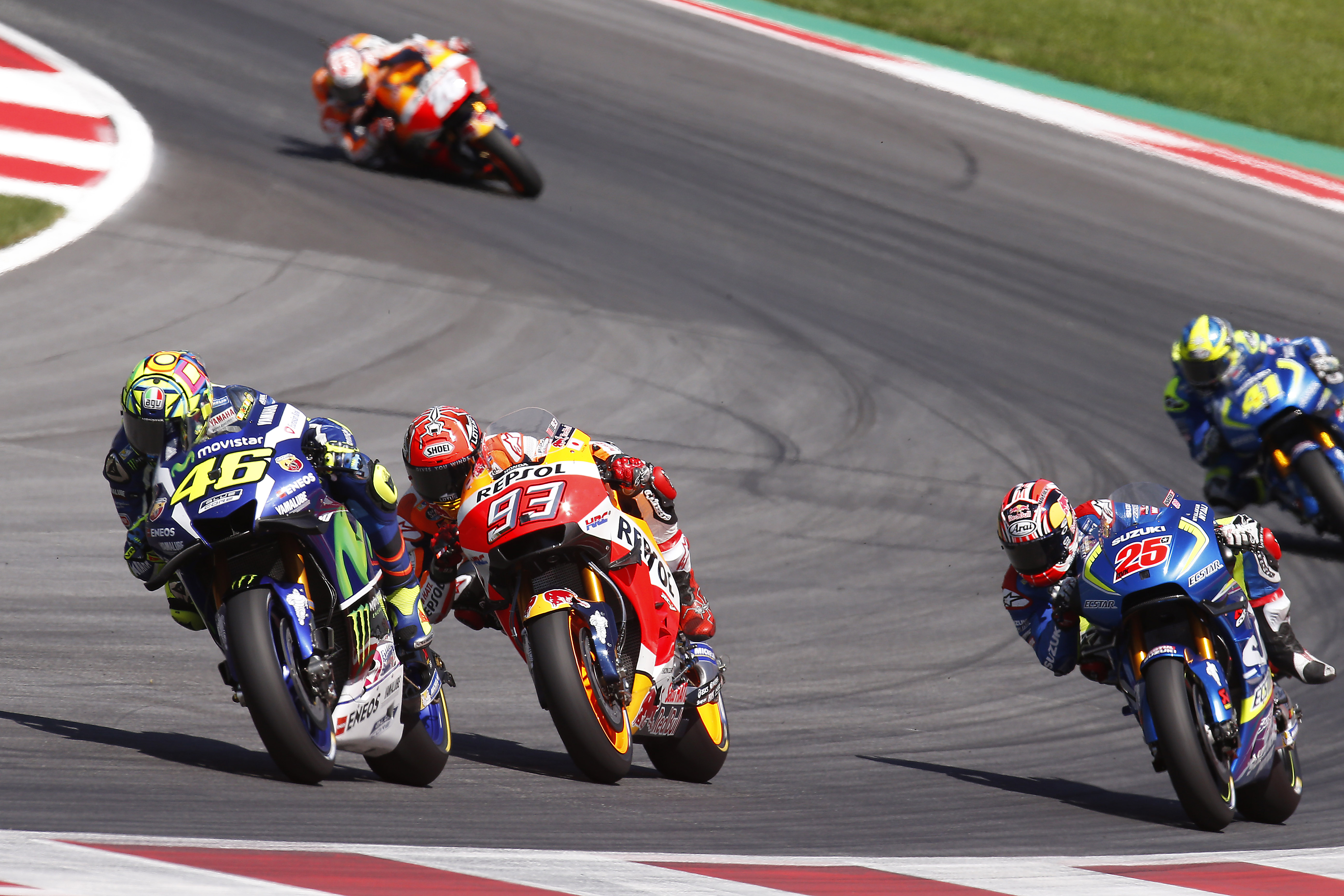
2016年 バレンティーノ・ロッシ
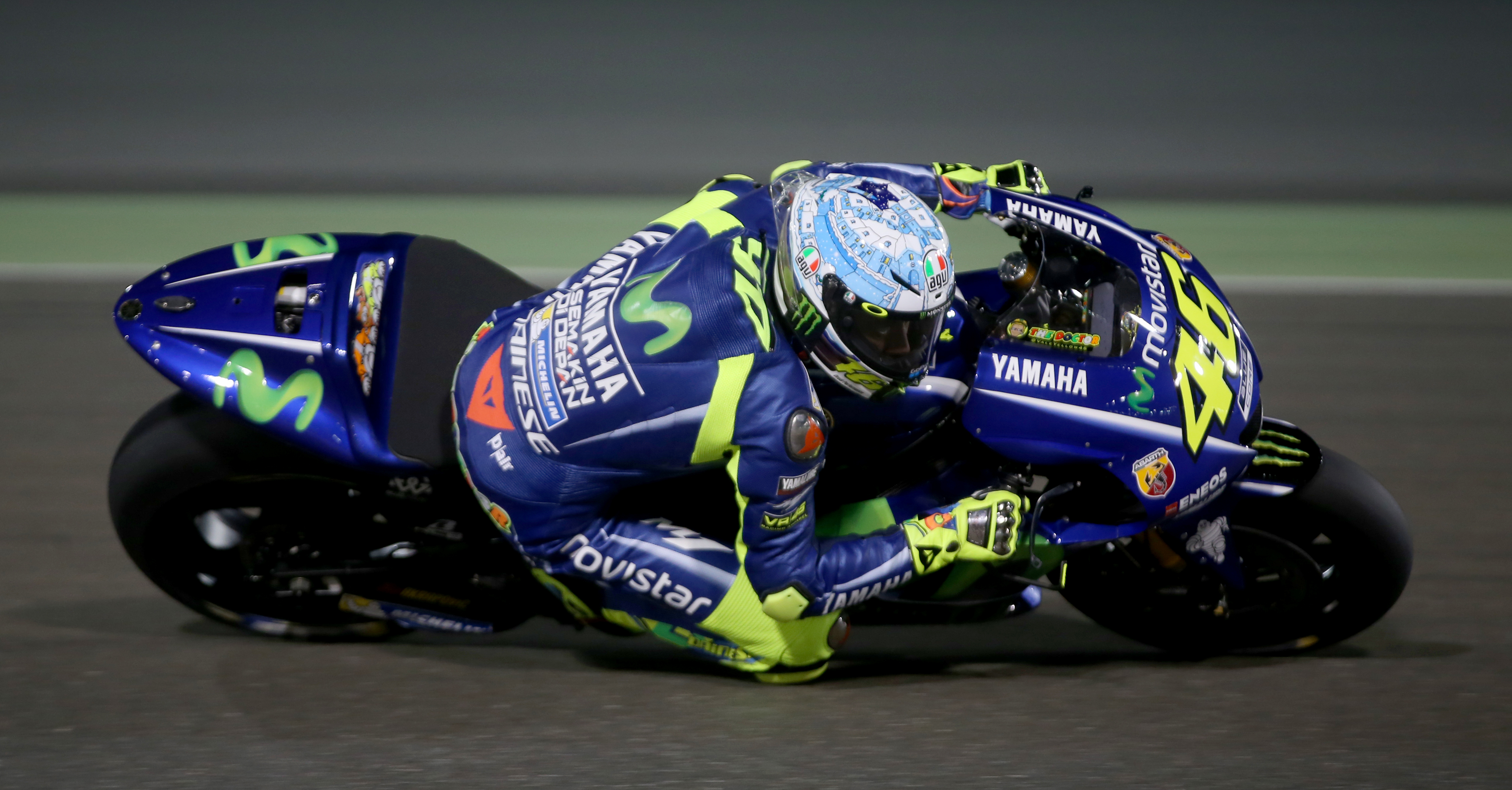
2017年 バレンティーノ・ロッシ
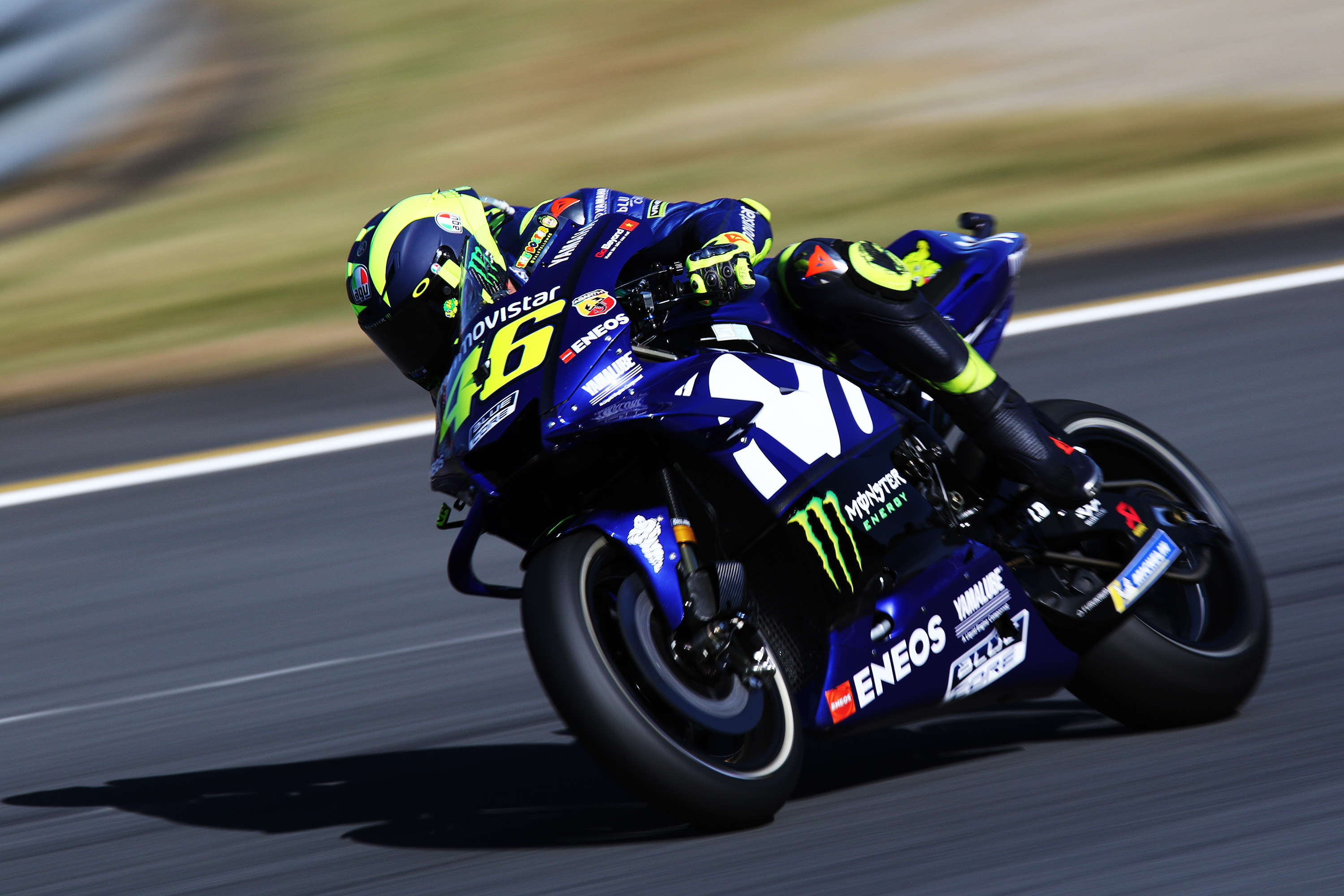
2018年 バレンティーノ・ロッシ
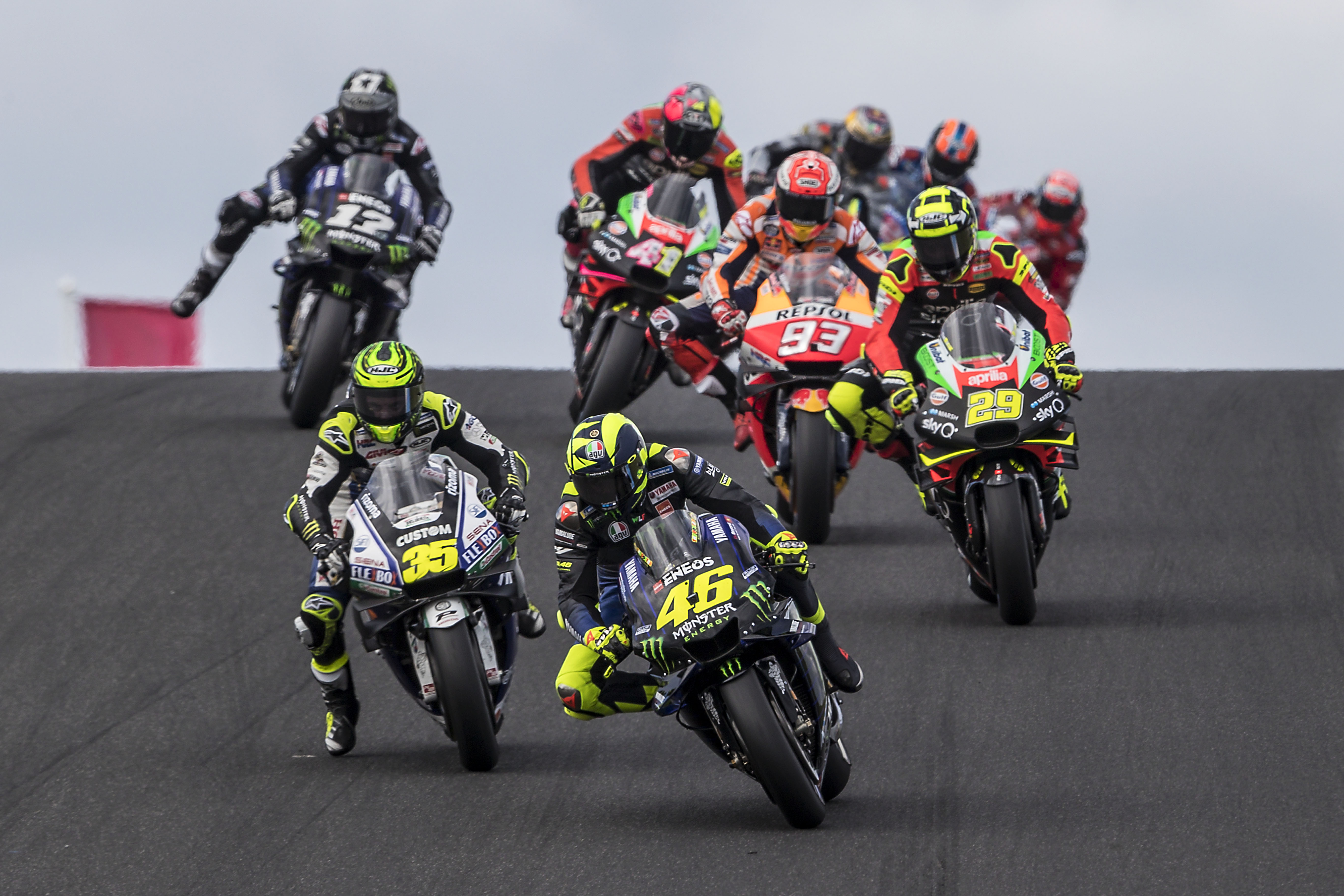
2019年 バレンティーノ・ロッシ
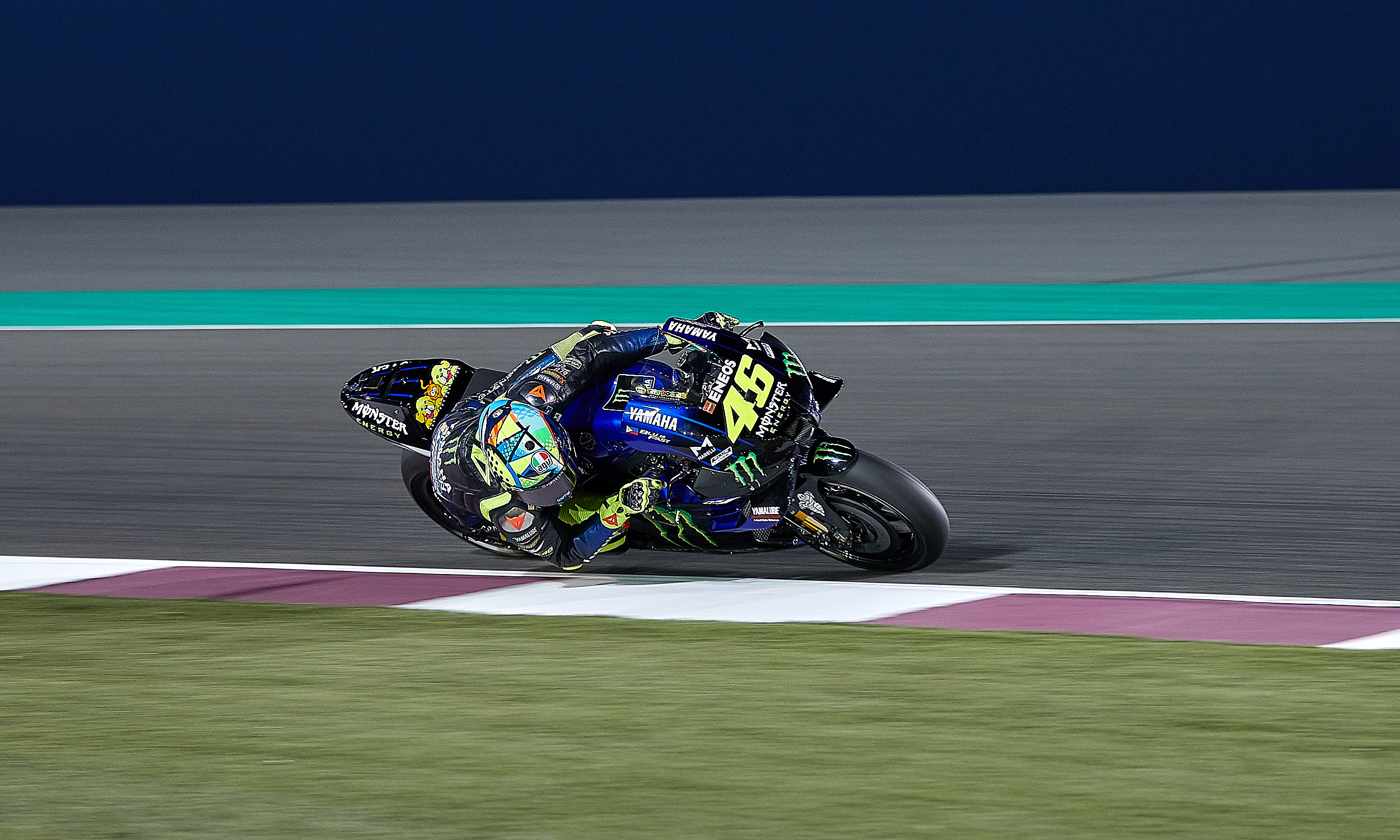
2020年 バレンティーノ・ロッシ
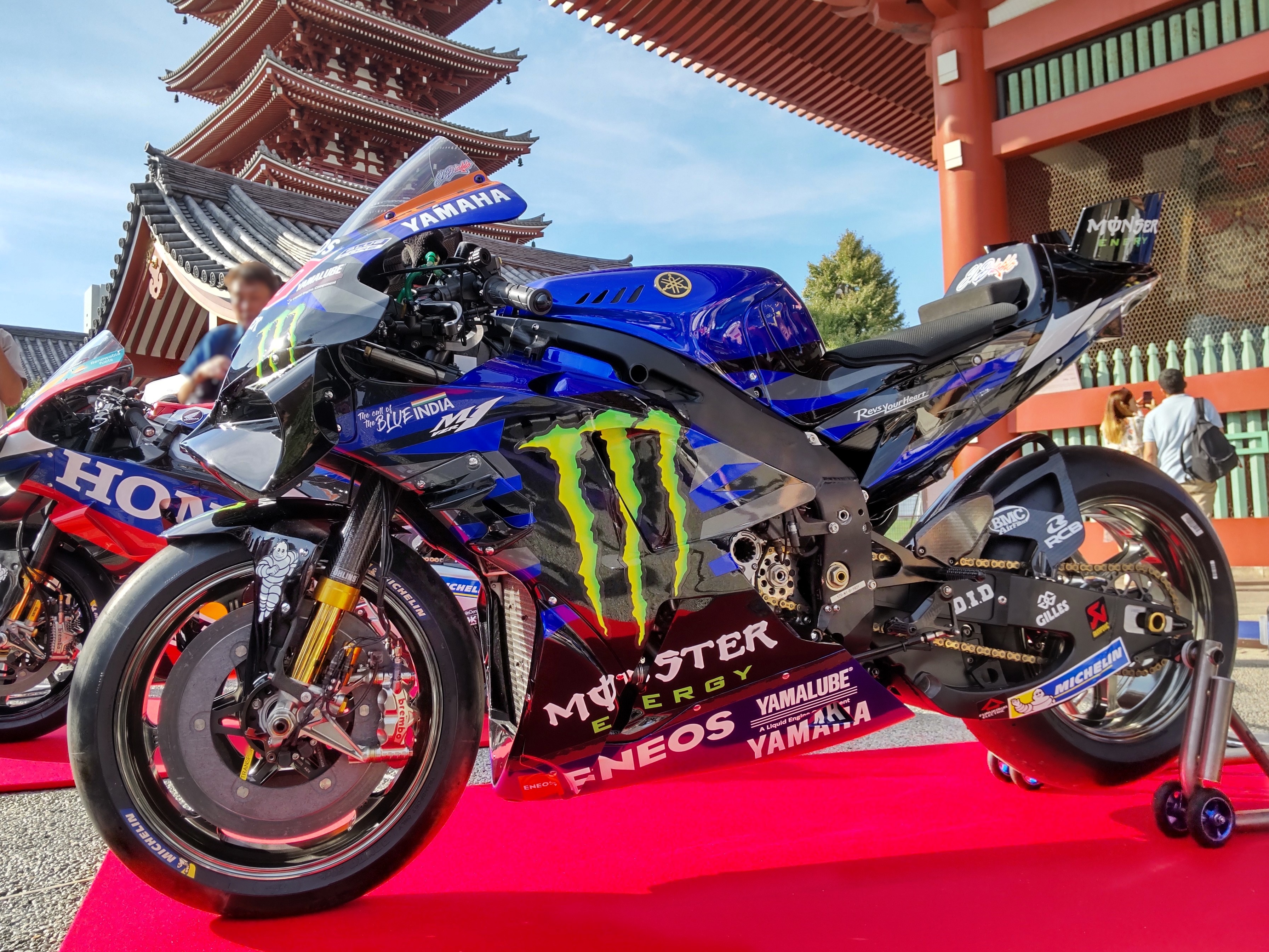
2024年 ファビオ・クアルタラロ